# Régiments de cavalerie français d'Ancien Régime (C)
Cet article présente la liste des régiments de cavalerie français d'Ancien Régime, commençant par la lettre C.

## Régiment de Calvisson cavalerie
- Régiment de Calvisson cavalerie  

C'est l'ancien régiment de Navailles cavalerie, qui est renommé « régiment de Calvisson cavalerie » après avoir été donné, le 3 mai 1653, à Louis de Louët, marquis de Calvisson. Dans le cadre de la guerre des Faucheurs, il combat en Espagne et participe au siège de Gérone, au combat de Bordils en 1653, aux sièges de Villefranche, Roses et de Puycerda en 1654, et au combat du cap de Quiers en 1655. Il prend le nom de régiment de Villars cavalerie après avoir été donné, le 7 septembre 1655, à Louis-François de Brancas, duc de Villars.

## Régiment de Calvo cavalerie
- Régiment de Calvo cavalerie

C'est l'ancien régiment de Villeneuve cavalerie, qui est renommé « régiment de Calvo cavalerie » après avoir été donné, en 1645, à M. de Calvo. Dans le cadre de la guerre de Trente Ans il se trouve en Catalogne il se trouve au siège de Lérida en 1647. Le régiment est licencié après la levée de ce siège.
Régiment de Canaples cavalerie
- Régiment de Canaples cavalerie

C'est l'ancien régiment de Créquy cavalerie, qui est renommé « régiment de Canaples cavalerie »  après avoir été donné, en août 1660, à Alphonse de Créquy comte de Canaples. Le régiment est licencié le 18 avril 1661, sauf la compagnie de mestre de camp. Rétabli 7 décembre 1665, il participe, durant la guerre de Dévolution, à la prise de Lille en 1667. Le régiment est licencié le 24 mai 1668.

## Régiment de Canillac cavalerie
- Régiment de Canillac cavalerie

Le régiment est formé, le 16 mai 1635, par Guillaume de Montboisier-Beaufort, marquis de Canillac dans le cadre de la guerre de Trente Ans. Engagé sur la Meuse, il bat bat un parti polonais à Ivoy. Cassé le 30 juillet 1636, il est rétabli, le 20 janvier 1638, par le vicomte de Canillac, avec les compagnies du vicomte de Canillac, du Ligondez, Montcarra, Maugiron, baron de Canillac, Couvet, et une compagnie d'Arzilliers-dragons. Engagé dans la guerre franco-espagnole, il est envoyé en Italie, il est envoyé au secours de Verceil en 1638, au secours de Casal, au siège de Chivasso, au combat de La Route (La Rotta), en Piémont, près de Carmagnole en 1639, au siège et combat de Turin en 1640. Il passe en Roussillon en 1642, retourne en Italie de 1643 à 1648, retourne en Catalogne de 1649 à 1650 et rejoint l'Italie de 1651 jusqu'à la paix des Pyrénées. Le régiment est licencié le 18 avril 1661.

## Régiment de Caramany cavalerie
- Régiment de Caramany cavalerie  

Ce régiment catalan est levé, le 13 octobre 1652, par Joseph de Caramany dans le cadre de la guerre de Trente Ans. Il combat en Catalogne et prend le nom de régiment de Langey cavalerie après avoir été donné, en 1653, à René de Cordouan, marquis de Langey, le héros du dernier congrès toléré en conclusion d'un procès pour cause d'impuissance.

## Régiment des dragons du Cardinal
- Régiment des dragons du Cardinal

Le régiment des dragons du Cardinal est le premier des six régiments de dragons que Richelieu fait organiser le 27 mai 1635 par la réunion des compagnies de carabins alors sur pied dans le cadre de la guerre de Trente Ans. Composé de 500 chevaux, il est cassé 30 juillet 1636 et il est rétabli le 20 janvier 1638 sous le titre de régiment des Fusiliers à cheval de Son Éminence.

## Régiment des dragons Étrangers du Cardinal
- Régiment des dragons Étrangers du Cardinal

Le régiment est levé en Allemagne à la fin de 1645. Mis sous les ordres du mestre de camp-lieutenant, François de Lopis de Montdevergues, le régiment combat en Flandre en 1648 dans le cadre de la guerre franco-espagnole. Converti, le 23 mai 1649, en régiment de cavalerie, il prend le titre de régiment de Mazarin-Étranger cavalerie deuxième (1649-1651).

## Régiment Cardinal-Duc cavalerie
- Régiment Cardinal-Duc cavalerie

Ce régiment est le premier des douze que le cardinal de Richelieu organisa le 16 mai 1635 dans le cadre de la guerre de Trente Ans. Il voulut en être le chef et il lui imposa le titre de « régiment Cardinal-Duc cavalerie » qu'il composa avec de vieilles compagnies de gendarmes et de chevau-légers. Réduit le 30 juillet 1636, le régiment est rétabli le 24 janvier 1638. Après la mort du cardinal de Richelieu, le 4 décembre 1642, le « régiment Cardinal-Duc cavalerie » est mis, le 1er août 1643, sous le titre de régiment Royal cavalerie.

## Régiment Cardinal Mazarin cavalerie
- Régiment Cardinal Mazarin cavalerie

Le régiment est levé le 11 février 1643, pour Jules, cardinal Mazarin, et mis 5 mars sous le commandement du mestre de camp-lieutenant, Guillaume de La Boissière de Chambors (1609-1648).Affecté à l'armée de Picardie en 1643, il passe en Allemagne et se trouve à la bataille de Fribourg, aux prises de Philippsbourg et de Landau en 1644, aux batailles de Mariendhal et de Nordlingen, aux prises d'Heillbronn et de Trèves en 1645. Passé en Flandre, il se trouve aux prises de Courtrai, de Bergues, de Mardyck et de Dunkerque en 1646, aux prises de Dixmude, de La Knoque, de Nieufdam et de L'Ecluse en 1647, au siège d'Ypres et à la bataille de Lens en 1648 durant laquelle le mestre de camp-lieutenant, Guillaume de La Boissière de Chambors (1609-1648) est tué. Il est remplacé 20 septembre par François Auguste, marquis de Valavoire. Pendant la Fronde, il participe au blocus de Paris, au combat de Charenton, à la prise de Brie-Comte-Robert, aux sièges de Cambrai et de Condé en 1649, au secours de Guise, et à la bataille de Rethel en 1650. Il prend le nom de régiment de Valavoire cavalerie après avoir été donné, le 5 février 1651, au mestre de camp lieutenant, marquis de Valavoire pendant l'exil du cardinal Mazarin. Le régiment reprend le nom de régiment Cardinal Mazarin cavalerie après avoir été repris le 3 février 1652 par le Cardinal Mazarin. Il se trouve en Roussillon en 1653 puis à Naples, à la prise de Castellamare en 1654, aux prises de Reggio et de Pavie en 1655. En 1656, avec son nouveau mestre de camp lieutenant, le comte de Belin, il passe en Picardie  et participe à la prise de Montmédy en 1657, à la bataille des Dunes  en 1658. Le régiment est licencié en Picardie le 12 avril 1661, le cardinal était mort le 9 mars.

## Régiment Cardinal de Sainte-Cécile cavalerie
- Régiment Cardinal de Sainte-Cécile cavalerie

Le régiment est levé le 13 février 1648, pour Michel Mazarin, cardinal-archevêque de Lyon, par Charles, marquis de La Fare, dont la compagnie mestre de camp provenait du régiment de Quérrieu cavalerie. Engagé dans la guerre franco-espagnole, il est envoyé en Catalogne, participe au siège de Tortose et prend ses quartiers à Roses. Il prend le nom de régiment de La Fare cavalerie après avoir été donné, le 26 mai 1649, au marquis de La Fare.

## Régiment de Carquot La Moussaye Étranger cavalerie
- Régiment de Carquot La Moussaye Étranger cavalerie

Le régiment est levé, le 8 juillet 1635, par François Carquot (ou Kerko) de La Moussaye, gouverneur de Stenay dans le cadre de la guerre de Trente Ans Il rejoint la Lorraine, en 1635 puis la Meuse en 1636. Il est cassé le 30 juillet 1636.

## Régiment de Castelan cavalerie
- Régiment de Castelan cavalerie 

Ce régiment savoisien est levé en avril 1635 pour le service du duc de Savoie, sur le pied de 4 compagnies de cuirassiers, par Olivier de Castelan. Il est admis le 16 mai 1635 à la solde de la France et, dans le cadre de la guerre de Trente Ans, il est envoyé en Italie et il participe aux sièges de Valencia et de Candia en 1635, et à la bataille de Buffalora (it) en 1636. Cassé le 30 juillet 1636, le régiment est rétabli le 24 janvier 1638 et réaffecté en Italie. Il est envoyé au secours de Brema et de Verceil en 1638, à l'attaque des retranchements de Cencio, à la prise de Chivasso et au combat de la route de Quiers en 1639. Envoyé en Catalogne en 1644, il prend le nom de régiment de Saint-Aunetz cavalerie après avoir été donné, le 19 novembre 1644, à Henri de Bourcier de Barry, marquis de Saint-Aunetz.

## Régiment de Castelnau cavalerie
- Régiment de Castelnau cavalerie

Le régiment est levé le 5 décembre 1651, par Jacques, marquis de Castelnau-Mauvissière. Il combat en Flandre puis en Champagne en 1653, et participe aux sièges de Vervins, de Mouzon, de Sainte-Menehould puis il est envoyé au secours d'Arras, prise du Câtelet en 1654, aux sièges de Condé, de Saint-Ghislain avant d'hiverner dans le Hainaut en 1655, aux sièges de Valenciennes et de La Capelle en 1656, aux prises de Saint-Venant, La Mothe-aux-Bois, et de Mardyck en 1657, à la bataille des Dunes, et aux sièges de Dunkerque et d'Audenarde en 1659. Le mestre de camp ayant été mortellement blessé devant Dunkerque, le régiment est licencié après sa mort.

## Régiment de Cayeux cavalerie (1675-1675)
- Régiment de Cayeux cavalerie (1675-1675)

C'est l'ancien régiment de Melin cavalerie, qui devient le « régiment de Cayeux cavalerie » après avoir été donné, le 6 mai 1675, à Charles-Jean-Baptiste Hyacinthe Rouhault, comte de Cayeux. Cette même année, il prend le nom de régiment de Gamaches cavalerie après avoir été donné au marquis de Gamaches.

## Régiment de Cayeux cavalerie (1719-1734)
- Régiment de Cayeux cavalerie (1719-1734)

C'est l'ancien régiment d'Aubusson Saint-Paul cavalerie, qui est renommé « régiment de Cayeux cavalerie » après avoir été donné le 6 mars 1719, à Jean-Joachim Rouhault de Gamaches, comte de Cayeux. Dans le cadre de la guerre de la Quadruple-Alliance, il fait la campagne de 1719 en Espagne. Engagé guerre de Succession de Pologne, il est sur le Rhin en 1733, et participe au siège de Kehl. Il prend le nom de régiments de Beauvilliers Saint-Aignan cavalerie après avoir été donné, le 20 février 1734, au comte Paul François de Beauvilliers Saint-Aignan.

## Régiment de Chabo-La Serre cavalerie
- Régiment de Chabo-La Serre cavalerie

C'est l'ancien régiment de La Ferronays cavalerie, qui devient le « régiment de Chabo-La Serre cavalerie » après avoir été donné, après avoir été donné, le 20 février 1743, à M. de Chabo-La Serre. Il participe à la conquête du comté de Nice, au siège de Coni, et à la bataille de la Madona del Ulmo en 1744 puis il est dirigé sur le Rhin en 1745 et la Flandre en 1746, ou il participe aux sièges de Mons, de Charleroi et de Namur, et à la bataille de Raucoux. Il prend le nom de régiment de Crussol d'Uzès cavalerie après avoir été donné, le 20 janvier 1747, à François-Emmanuel, duc de Crussol d'Uzès.

## Régiment de Chabrillan cavalerie
- Régiment de Chabrillan cavalerie

## Régiment de Châlons cavalerie
- Régiment de Châlons cavalerie

C'est l'ancien régiment de Quinson cavalerie qui prend le nom de « régiment de Châlons cavalerie » après avoir été donné le Modèle:Date10 au marquis de Châlons. Dans le cadre de la guerre de la Ligue d'Augsbourg, le régiment se trouve à la bataille de Fleurus en 1690 puis il passe en Allemagne en 1691. Il prend le nom de régiment de Gouffier d'Heilly cavalerie après avoir été donné, le 24 février 1693, à Charles-Antoine, marquis de Gouffier d'Heilly.

## Régiment de Chambonas cavalerie
- Régiment de Chambonas cavalerie

C'est l'ancien régiment de Saint-Pouanges cavalerie, qui est renommé « régiment de Chambonas cavalerie »  après avoir été donné à  N. marquis de Chambonas, en janvier 1716. Il prend le nom de régiment de Bongars cavalerie après avoir été donné à N. de Bongars, en 1721.

## Régiment de Chamborant hussards
- Régiment de Chamborant hussards

## Régiment de Chamboy cavalerie
- Régiment de Chamboy cavalerie

Le régiment est levé, le 20 juin 1649, par N. de Chamboy dans le cadre de la guerre franco-espagnole. Il sert en Flandre et est réformé à la fin de la campagne. Rétabli 13 février 1650 avec les 5 mêmes compagnies, sous le nom de régiment de Grancey cavalerie (1642-1645) il reprend le nom de « régiment de Chamboy cavalerie » à la fin de 1650 après avoir été rendu à N. de Chamboy. Il sert en Flandre en 1651, en Champagne en 1653, en Picardie en 1656, de nouveau en Flandre en 1657, et combat à Robecque, le 22 août 1657. Le 28 août suivant, il prend le nom de régiment de Saint-Loup cavalerie (1657-1659) après avoir été donné à M. de Saint-Loup.

## Régiment de Chambres cavalerie
- Régiment de Chambres cavalerie  

C'est l'ancien régiment de Humes cavalerie, qui est renommé « régiment de Chambres cavalerie »  après avoir été donné le 2 août 1641 à Monsieur de Chambres, frère de l'aumônier du cardinal de Richelieu. Engagé dans la guerre de Trente Ans il se trouve en Lorraine en 1643, participe à la prise de Thionville en 1643, puis il passe en Allemagne et assiste à la bataille de Tuttlingen, la même année et à la bataille de Nordlingen en 1645 durant laquelle le colonel de Chambres y est tué. Il est remplacé par Charles de Provost de Mespas au commencement de 1646 et prend alors le nom de régiment de Mespas cavalerie.

## Régiment de Chamlin cavalerie
- Régiment de Chamlin cavalerie[5]

## Régiment de Champagne cavalerie
- Régiment de Champagne cavalerie

## Régiment de Chanceaux
- Régiment de Chanceaux

Le régiment est levé, le 14 août 1638, par M. de Chanceaux. Affecté à l'armée de Flandre, le régiment est cassé pour voleries et pilleries, par arrêt du conseil d'État, en date du 16 octobre de la même année.

## Régiment des chasseurs de Champagne
- Régiment des chasseurs de Champagne, (ancienne Légion-Corse)

## Régiment de Chappe cavalerie
- Régiment de Chappe cavalerie

C'est l'ancien régiment de Villequier cavalerie (1644-1645), qui est renommé « régiment de Chappe cavalerie » après avoir été donné à Louis Marie Victor d'Aumont, marquis de Chappes. En 1651, il prend le nom de régiment de Villequier cavalerie après que le mestre de camp Louis Marie Victor d'Aumont, marquis de Chappes monte en grade dans sa famille et devienne marquis de Villequier, le régiment prend alors le nom de régiment de Villequier (1651-1665).

## Régiment de Charost cavalerie (1644-1646)
- Régiment de Charost cavalerie (1644-1646)

C'est l'ancien régiment de Sully cavalerie, qui est renommé « régiment de Charost cavalerie » après avoir été donné, le 22 février 1644, à Louis de Béthune, comte de Charost. Engagé dans la guerre de Trente Ans, il combat en Flandre, et participe au siège de Gravelines. Il prend le nom de régiment de Marsillac cavalerie après avoir été donné le 11 septembre 1646 à François de La Rochefoucauld, prince de Marsillac.

## Régiment de Charost cavalerie
- Régiment de Charost cavalerie[réf. nécessaire]

## Régiment de Chartres-Dragons
- Régiment de Chartres-Dragons

## Régiment du Chastellet cavalerie
- Régiment du Chastellet cavalerie <réformé le 10 décembre 1698[6],[7].

## Chevau-légers de Châteaubriant
- Chevau-légers de Châteaubriant

## Régiment de Châteauneuf cavalerie
- Régiment de Châteauneuf cavalerie

C'est l'ancien régiment de Beauvisé cavalerie, qui est renommé « régiment de Châteauneuf cavalerie » après avoir été donné en 1650 à M. de Châteauneuf. Engagé dans la guerre franco-espagnole, il combat en Champagne et est licencié après la bataille de Rethel. Rétabli en janvier 1655, il est envoyé en Picardie. Il prend le nom de régiment d'Espinay cavalerie après avoir été donné, en 1658, à M. d'Espinay.

## Régiment de Chaulnes cavalerie (1635-1636)
- Régiment de Chaulnes cavalerie (1635-1636)

Le régiment est formé, le 16 mai 1635, par Honoré d'Albert, duc de Chaulnes dans le cadre de la guerre de Trente Ans. Il combat en Picardie et est cassé le 30 juillet 1636.

## Régiment de Chaulnes cavalerie (1652-1656)
- Régiment de Chaulnes cavalerie (1652-1656)

C'est l'ancien régiment du Vidame d'Amiens cavalerie, qui est renommé « régiment de Chaulnes cavalerie » après avoir été donné, 1er août 1652, â Charles d'Albert d'Ailly, chevalier de Chaulnes. Le régiment est licencié en 1656.

## Régiment de Chémerault cavalerie (1647-1648)
- Régiment de Chémerault cavalerie (1647-1648) 

C'est l'ancien régiment de Montbas-Bret cavalerie, qui est renommé « régiment de Chémerault cavalerie » en mai 1647 après avoir été donné, au chevalier de Chémerault. Engagé dans la guerre franco-espagnole le régiment se trouve au siège de La Bassée. Il prend le nom de régiment de La Roche-Chémerault cavalerie après avoir été donné, le 4 juin 1648, à Geoffroy de Barbezières de La Roche-Chémerault, frère du précédent.

## Régiment de Chémerault cavalerie (1649-1651)
- Régiment de Chémerault cavalerie (1649-1651)

Le régiment est levé, 8 janvier 1649, par Charles de Barbezières, comte de Chémerault dans le cadre de la guerre franco-espagnole. Envoyé en Flandre, il est incorporé après la campagne de 1651 dans le régiment de Chémerault-Étranger cavalerie

## Régiment de Chémerault-Étranger cavalerie (1651-1651)
- Régiment de Chémerault-Étranger cavalerie (1651-1651) 

C'est l'ancien régiment de La Roche-Chémerault cavalerie, qui est renommé « régiment de Chémerault-Étranger cavalerie » en 1651. Après avoir reçu l'incorporation du régiment de Chémerault cavalerie (1649-1651), il est engagé dans la guerre franco-espagnole, et combat en Champagne en 1651 avant de prendre le nom de régiment de Saint-Lieu cavalerie après avoir été donné, le 14 septembre 1651, à René Lallier, comte de Saint-Lieu.

## Régiment du Chevalier d'Aubeterre
- Régiment du Chevalier d'Aubeterre

Ce régiment est levé le 10 avril 1651 par Léon d'Esparbès de Lussan, chevalier d'Aubeterre. Engagé dans la guerre franco-espagnole, il combat en Flandre, puis en Catalogne en 1655. Il participe aux combats du Cap de Quiers, de Castillon, de Cadagne et de Solsone. Mis en garnison à Collioure en 1656, il est licencié dans cette ville le 18 avril 1661.

## Régiment de Cimetierre dragons
- Régiment de Cimetierre dragons 

C'est l'ancien régiment de Tracy dragons qui prend le nom de « régiment du Cimetierre dragons » après avoir été donné, le 1er avril 1650 et donné au lieutenant-colonel du Cimetierre. Il reprend le nom de régiment de Tracy dragons après avoir été rendu, le 12 mars 1651, au marquis de Tracy.

## Régiment de Clérambaut cavalerie
- Régiment de Clérambaut cavalerie

C'est l'ancien régiment Mestre de Camp Général cavalerie, qui est renommé « régiment de Clérambaut cavalerie » le 31 août 1653. Engagé dans la guerre franco-espagnole, il se trouve au siège de Sainte-Menehould, et à la prise de Stenay en 1654, au siège de Landrecies, de Condé et de Saint-Ghislain en 1655, au siège de Valenciennes en 1656 et il passe en Champagne en 1658. Il est licencié en Champagne, le 10 avril 1661.

## Régiment de Clermont cavalerie
- Régiment de Clermont cavalerie

Il est levé le 22 novembre 1651, par Jean-François de Rochechouart, comte de Clermont. Il combat en Guyenne et est licencié à la fin de 1652.

## Régiment de Clermont-Prince cavalerie
- Régiment de Clermont-Prince cavalerie

## Régiment de Clermont-Saint-Aignan cavalerie
- Régiment de Clermont-Saint-Aignan cavalerie

C'est l'ancien régiment de Livry cavalerie, qui est renommé « régiment de Clermont-Saint-Aignan cavalerie » après avoir été donné à Georges Henri de Clermont-d'Amboise, marquis de Clermont-Saint-Aignan le 22 février 1689. Engagé dans la guerre de la Ligue d'Augsbourg, le régiment est présent à la bataille de Walcourt en 1689, à la bataille de Fleurus en 1690, au siège de Mons et combat de Leuze en 1691, au siège de Namur et à la bataille de Steinkerque en 1692, à la bataille de Neerwinden et au siège de Charleroi en 1693, au bombardement de Bruxelles en 1695, au siège d'Ath en 1697, au camp de Compiègne en 1698, et en Italie en 1701. Le mestre de camp ayant été mortellement blessé, en 1702, au blocus de Mantoue, le régiment prend le nom de régiment de Bartillat cavalerie après avoir été donné, en avril 1702, au marquis de Bartillat.

## Régiment de Clermont-Tonnerre cavalerie
- Régiment de Clermont-Tonnerre cavalerie

C'est l'ancien régiment de Tresmes cavalerie (1729-1740) qui prend le nom de « régiment de Clermont-Tonnerre cavalerie » après avoir été donné, le 21 février 1740, à Jules Charles Henri de Clermont-Tonnerre. Dans le cadre de la guerre de Succession d'Autriche le régiment se trouve en Bohême de 1741 à 1743 puis revenu sur le Rhin en 1743, il participe à la bataille de Dettingen et à la défense de l'Alsace en 1744. Envoyé en Flandre, il est présent à la bataille de Fontenoy en 1745 et reste en Flandre jusqu'à la paix. Le régiment prend le nom de régiment de Noé cavalerie après avoir été donné, en mai 1758, au marquis de Noë.

Régiment de Clermont-Tonnerre cavalerie
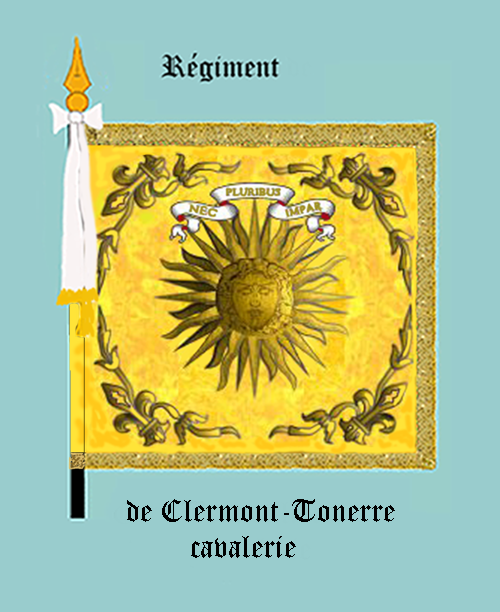
avers
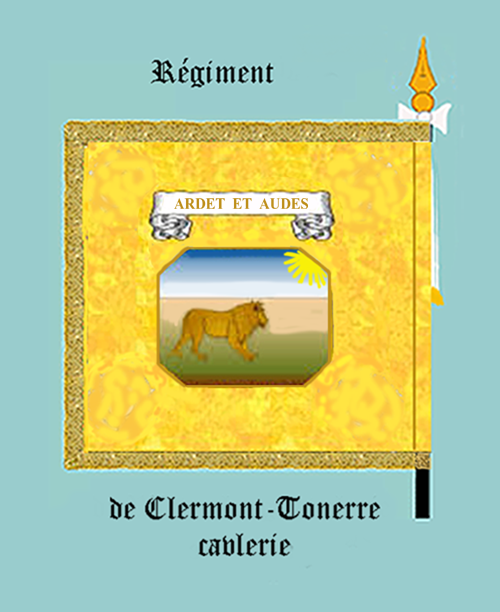
revers
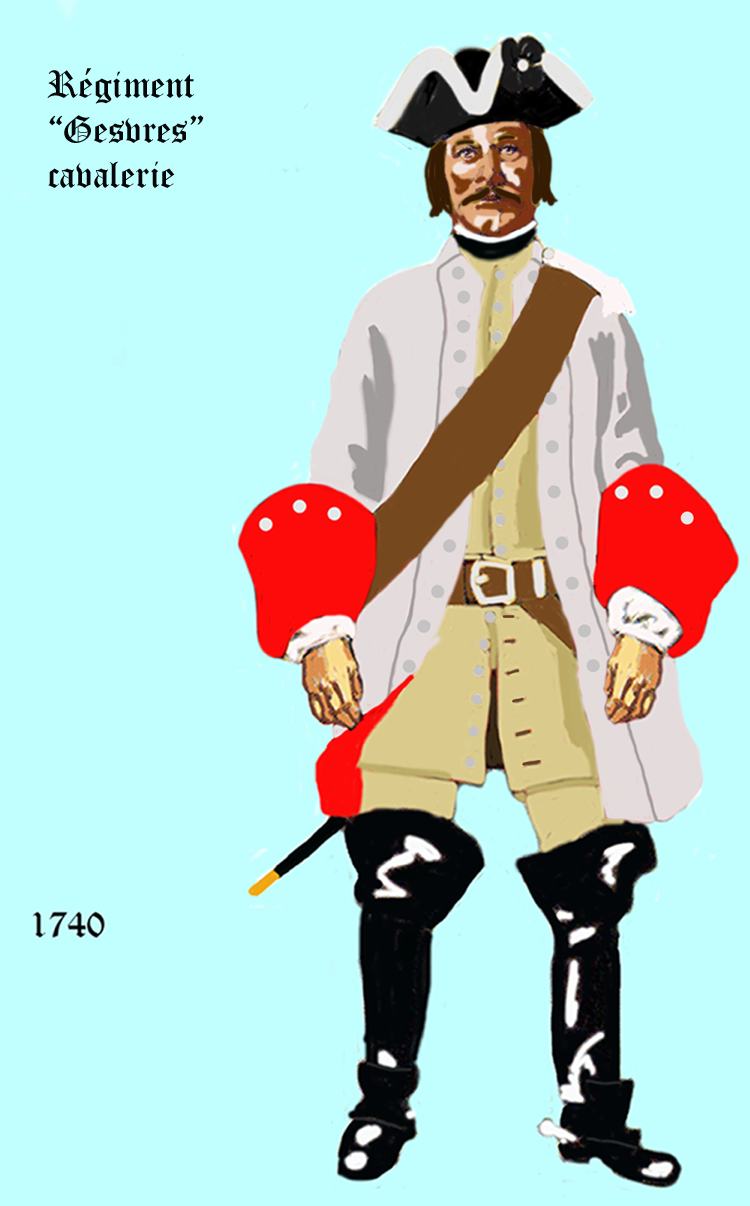
de 1740 à 1757

## Régiment de Clère cavalerie
- Régiment de Clère cavalerie

Le régiment est levé, le 10 juillet 1647, par Charles Martel, comte de Clère dans le cadre de la Guerre franco-espagnole. Envoyé en Flandre, il se trouve aux sièges de La Bassée et de Lens en 1647, à la prise d'Ypres, et à la bataille de Lens en 1648, aux sièges de Cambrai et de Condé en 1649. Il passe en Guyenne en 1650 et assiste à la réduction de Bordeaux, puis, appelé en Champagne, il participe à la bataille de Rethel en 1650 avant de rejoindre Guyenne en 1651 pour aller au secours de Cognac. Il passe ensuite dans le Nivernais et dans le Berry. Il est licencié en Berry en 1653.

## Régiment de Cœuvres cavalerie
- Régiment de Cœuvres cavalerie

Le régiment est levé, le 25 mars 1645, par François-Annibal d'Estrées, marquis de Cœuvres dans le cadre de la guerre franco-espagnole. Envoyé en Flandre, il se trouve  aux prises de Cassel, et de Mardyck en 1645, aux prises de Courtrai, et de Bergues en 1646, aux prises de Dixmude, de La Bassée, et de Lens en 1647. Il rejoint la Catalogne, et assiste au siège de Tortose en 1648. De retour en Flandre, il participe au secours de Vervins en 1651 et prend ses quartiers à Soissons. Appelé en 1652 en Bourgogne pour surveiller la garnison condéenne de Seurre. Passé en Champagne, il se trouve aux prises de Rethel, de Mouzon et de Sainte-Menehould en 1653, à la prise de Stenay, au secours d'Arras, et au siège du Quesnoy en 1654, aux sièges de Landrecies, de Condé et de Saint-Ghislain en 1655, aux sièges de Valenciennes et de La Capelle en 1656, aux prises de Cambrai, de Saint-Venant, d'Ardres, de La Mothe, de Mardyck en 1657 à la bataille des Dunes, aux prises de Dunkerque, de Bergues, et de Dixmude en 1658. Il est licencié en Flandre, 18 avril 1661.

## Régiment de Coislin cavalerie
- Régiment de Coislin cavalerie

Le régiment est formé le 24 janvier 1638 par César du Cambout duc de Coislin. Donné à Armand du Cambout, duc de Coislin le régiment devient régiment Mestre de Camp Général cavalerie, en 1665.

## Régiment Colonel-Général cavalerie (1638-1654)
- Régiment Colonel-Général cavalerie (1638-1654)

Ce régiment français organisé le 24 janvier 1638 appartenait à Charles d'Angoulême duc d'Angouleme, où plutôt à son fils Louis-Emmanuel d'Angoulême comte d'Alais, qui exerçait à cette époque, en survivance de son père, la charge de colonel général de la cavalerie légère et qui y incorpora sa compagnie d'ordonnance. Sous le commandement du mestre de camp-lieutenant François de Choiseul, marquis du Plessis-Praslin, le régiment est engagé dans la guerre de Trente ans, en Flandre, à Liège, à Saint-Omer, en Champagne, à la prise d'Ivoy, à Damvilliers et à Renty en 1639. En 1640, il se trouve en Picardie, au siège d'Arras, et au combat de Bapaume, aux sièges d'Aire, de La Bassée et de Bapaume en 1641, à la bataille de Honnecourt en 1642, au siège de Thionville en 1643. Il passe en Italie en 1644, et participe à la prise de Santia puis en 1645 aux prises de Vigevano, de La Rocca, et au combat de La Mora en 1645. Devenu mestre de camp-lieutenant, le 14 juin 1645, Henri de Massué, marquis de Ruvigny, dirige l'unité aux prises d'Orbitello et de Piombino en 1646, au combat de Bozzolo, et au siège de Crémone en 1647. Ce régiment est désigné plusieurs fois à cette époque, et notamment dans un récit du siège de Crémone, sous le nom de « régiment de la Cornette Blanche », ce qui prouve une fois de plus que l'enseigne blanche était une exception et le privilège des colonels généraux. Le 25 novembre 1647 Antoine Tambonneau marquis du Vignau, est nommé mestre de camp-lieutenant et il participe à la tête du régiment à la bataille de Crémone en 1648, puis il passe en Guyenne en novembre 1649 et se trouve au siège de Bordeaux en 1650, au siège de Cognac en 1651, et au siège de Saintes en 1652. Puis il passe en Catalogne, revient en Guyenne et est envoyé en Piémont au printemps de 1653. Louis de Lorraine-Guise, duc de Joyeuse, devient colonel général de la cavalerie légère le 20 juillet 1653, à la mort de son beau-père Louis-Emmanuel d'Angoulême. La Cornette Blanche passe dans sa compagnie d'ordonnance incorporée au régiment. En 1654, le régiment est parfois désigné par le nom de son mestre de camp-lieutenant; « régiment du Vignau », et il se trouve en Italie puis en Flandre où le duc de Joyeuse meurt en 1654 devant Arras. Le régiment, qui n'est plus « Colonel-Général » continue de servir en Flandre sous le nom de régiment de Vignau cavalerie.

## Régiment Colonel-Général cavalerie
- Régiment Colonel-Général cavalerie

C'est l'ancien régiment de Turenne cavalerie (1651-1657) qui prend le nom de « régiment Colonel-Général cavalerie », le 24 avril 1657, après la nomination de Turenne en tant que colonel de la cavalerie légère. Le « régiment Colonel-Général cavalerie » a pris le sous la Révolution le 1er régiment de cavalerie avant de devenir le 1er régiment de cuirassiers sous le Consulat.
.	

Régiment Colonel-Général cavalerie
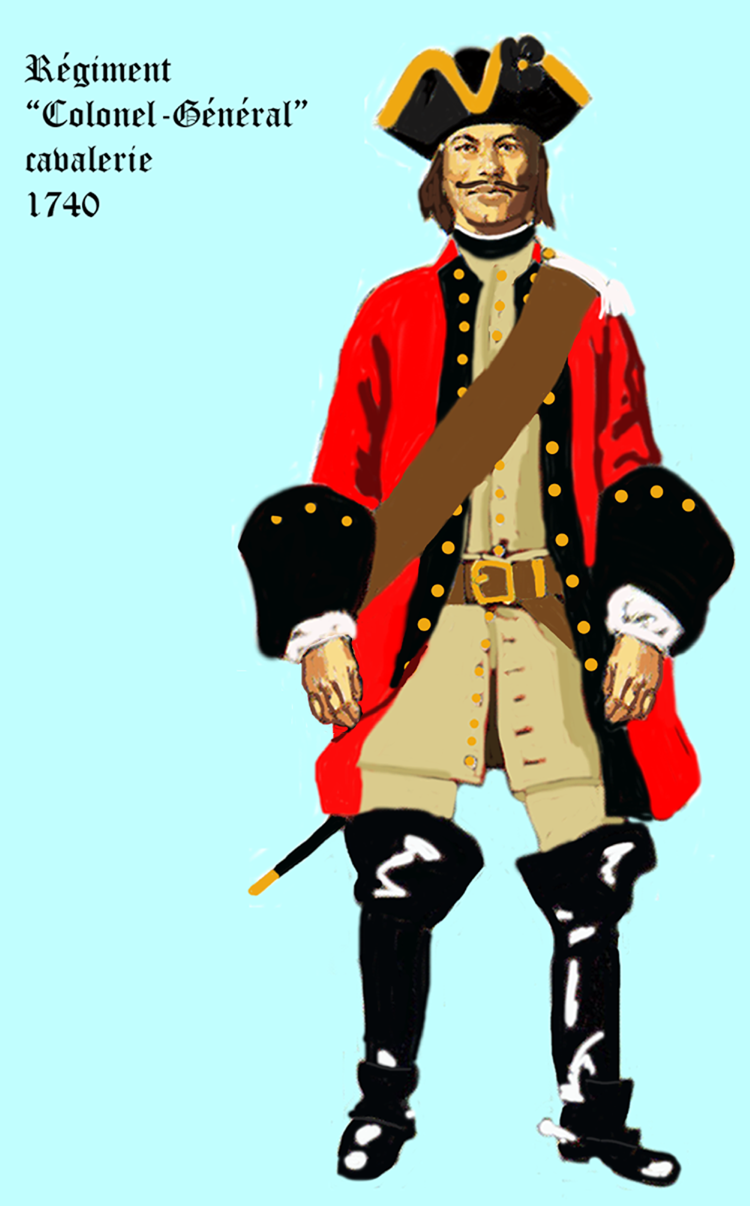
Régiment Colonel-Général cavalerie de 1740 à 1757
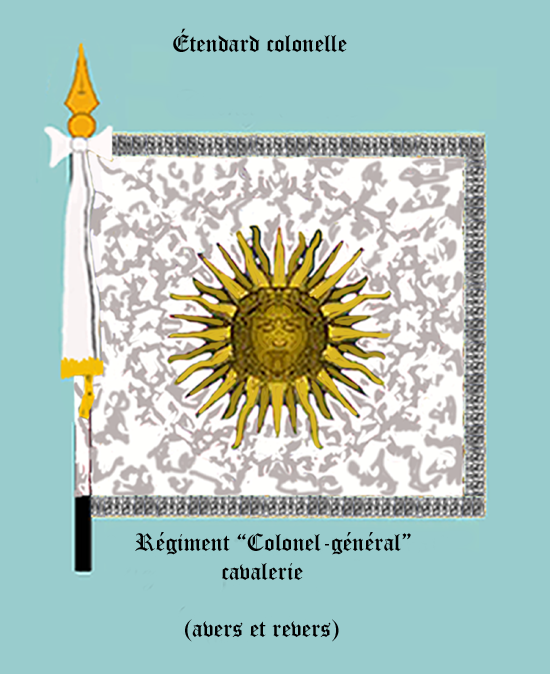
Compagnie colonelle vers 1750, avers et revers
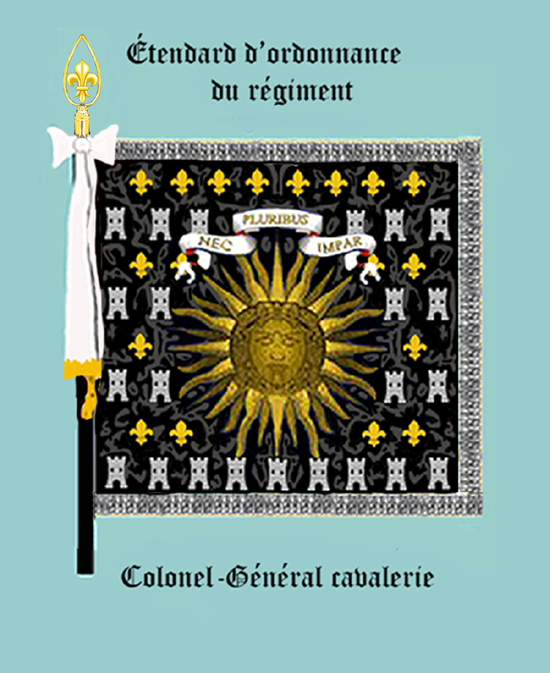
Vers 1750, avers
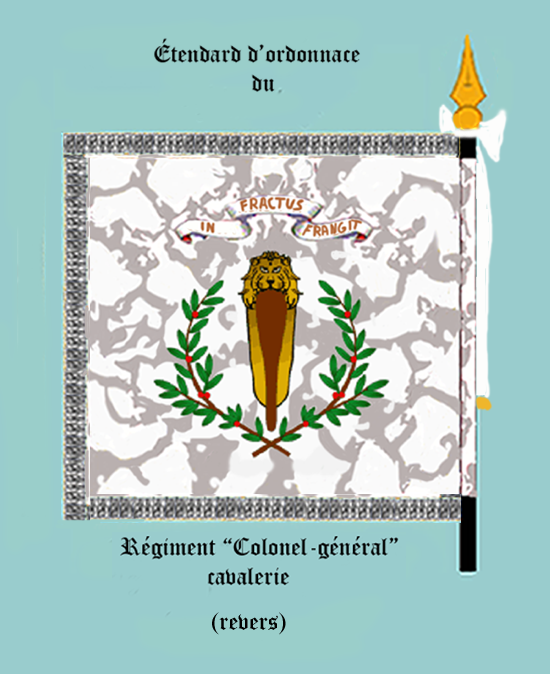
Vers 1750, revers
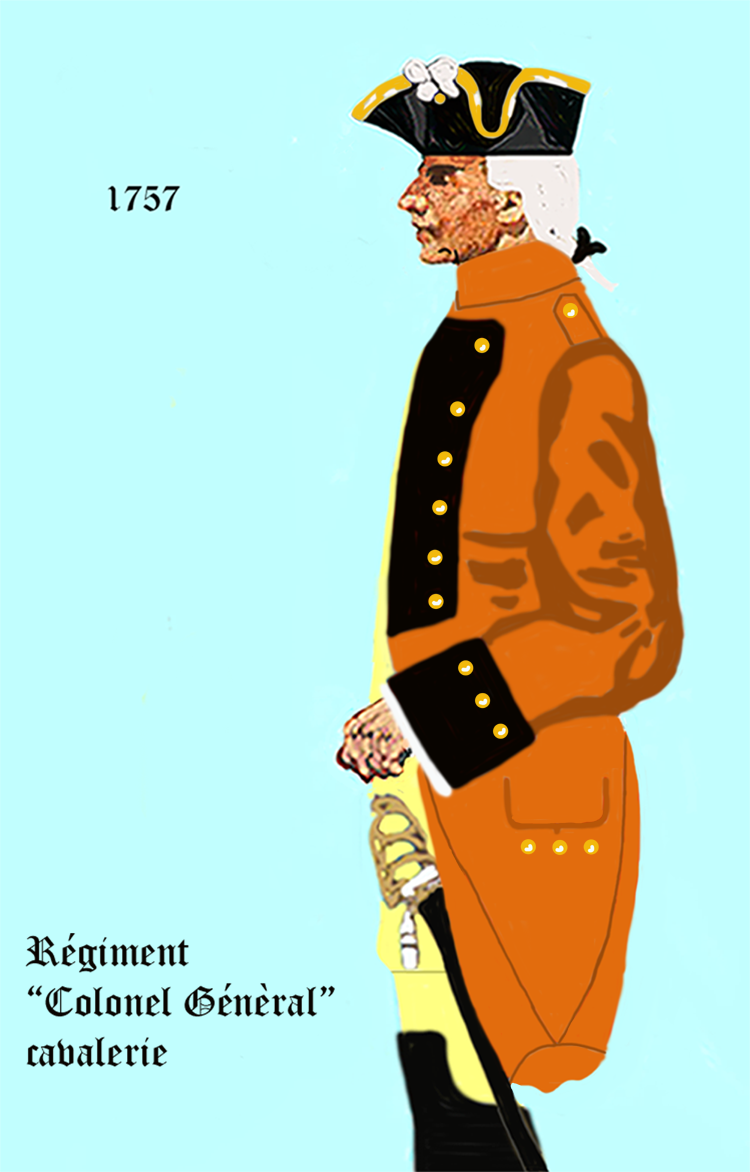
Régiment Colonel-Général cavalerie de 1757 à 1762
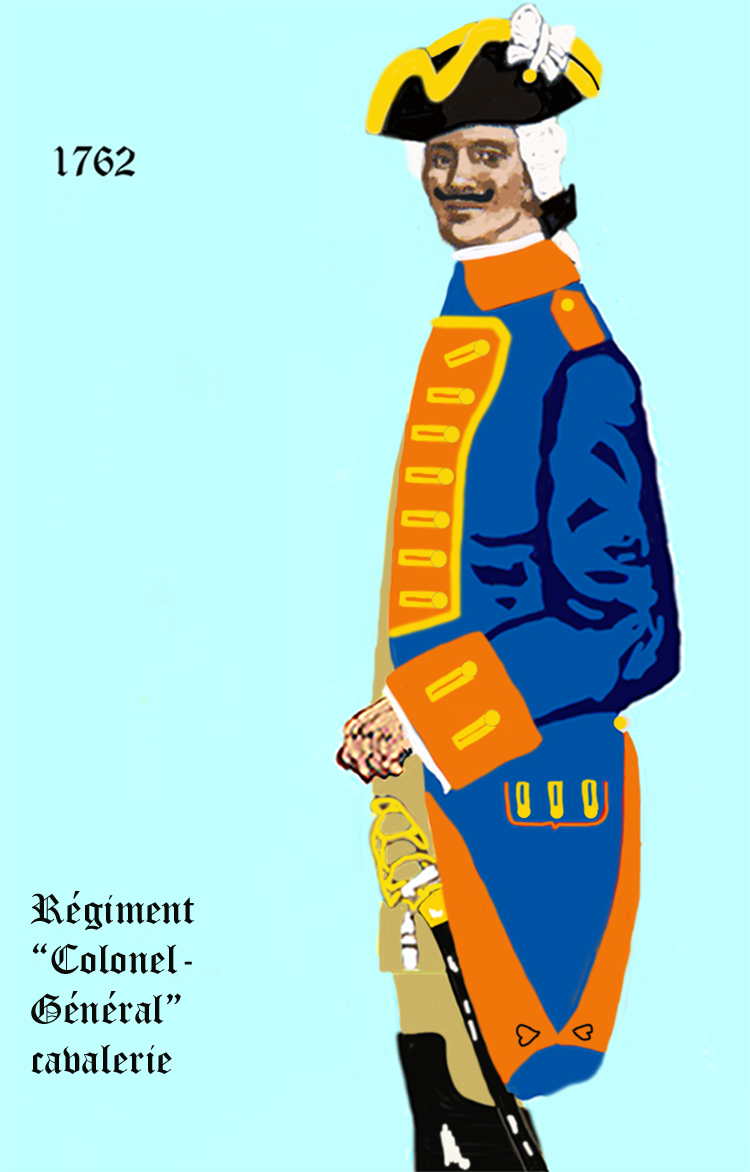
Régiment Colonel-Général cavalerie de 1762 à 1776
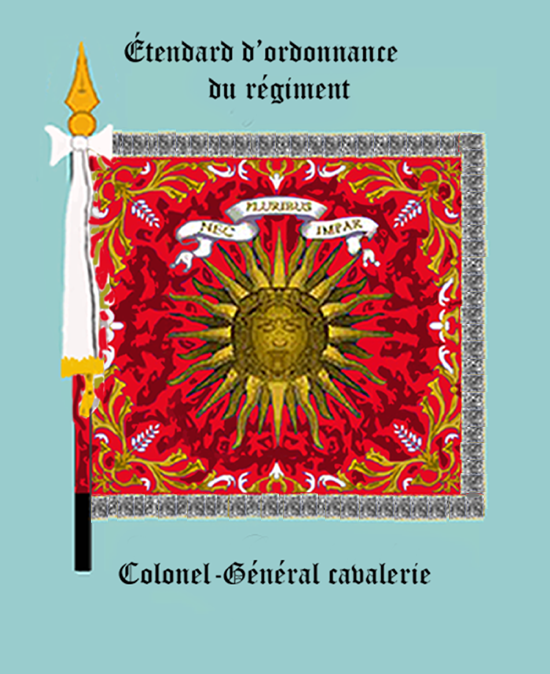
Vers 1770, avers
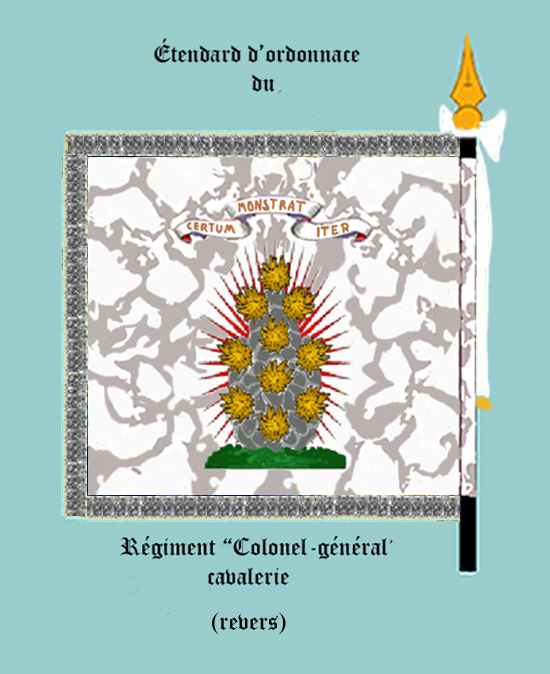
Vers 1770, revers
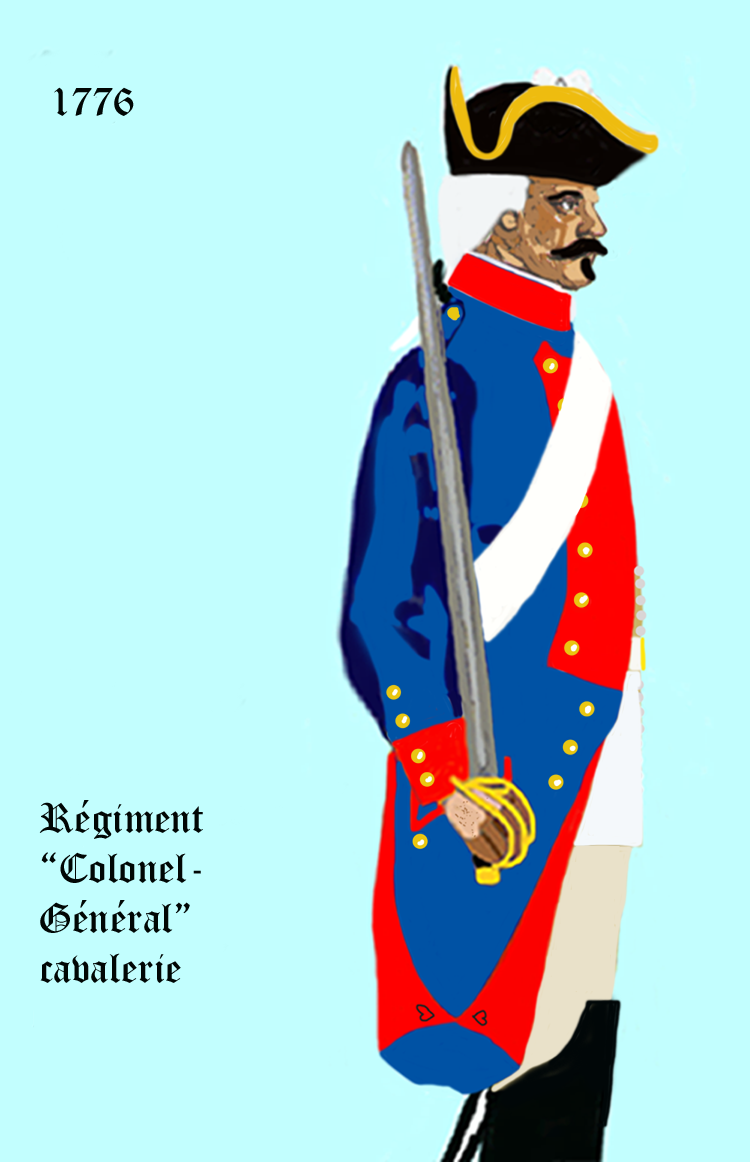
Régiment Colonel-Général cavalerie de 1776 à 1779
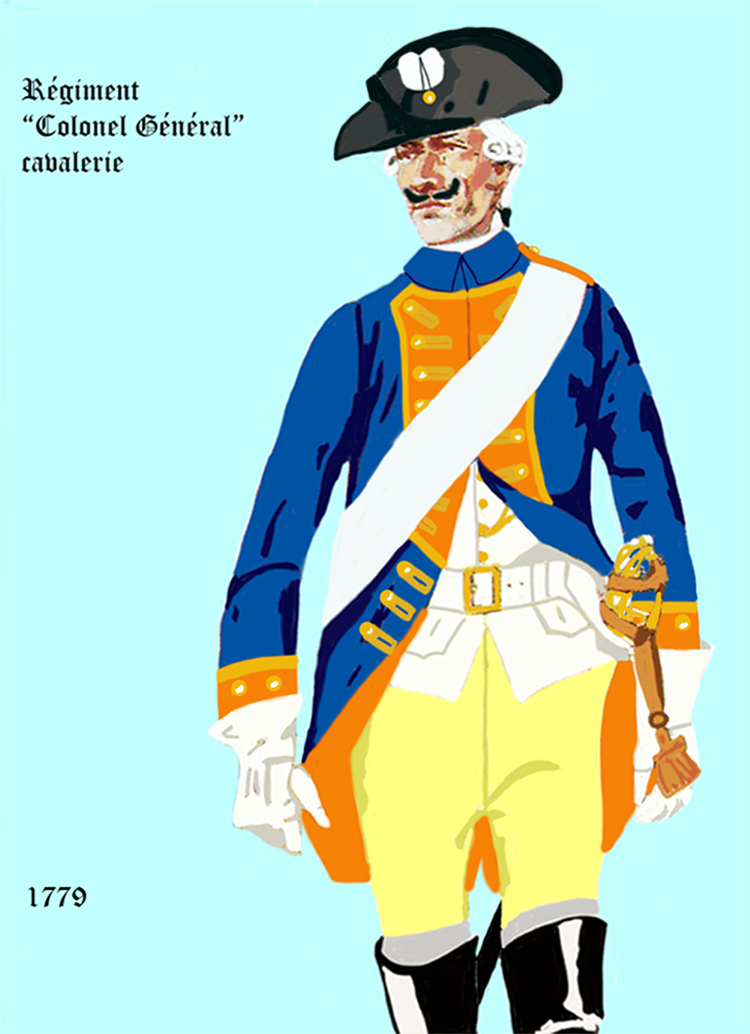
Régiment Colonel-Général cavalerie de 1779 à 1786
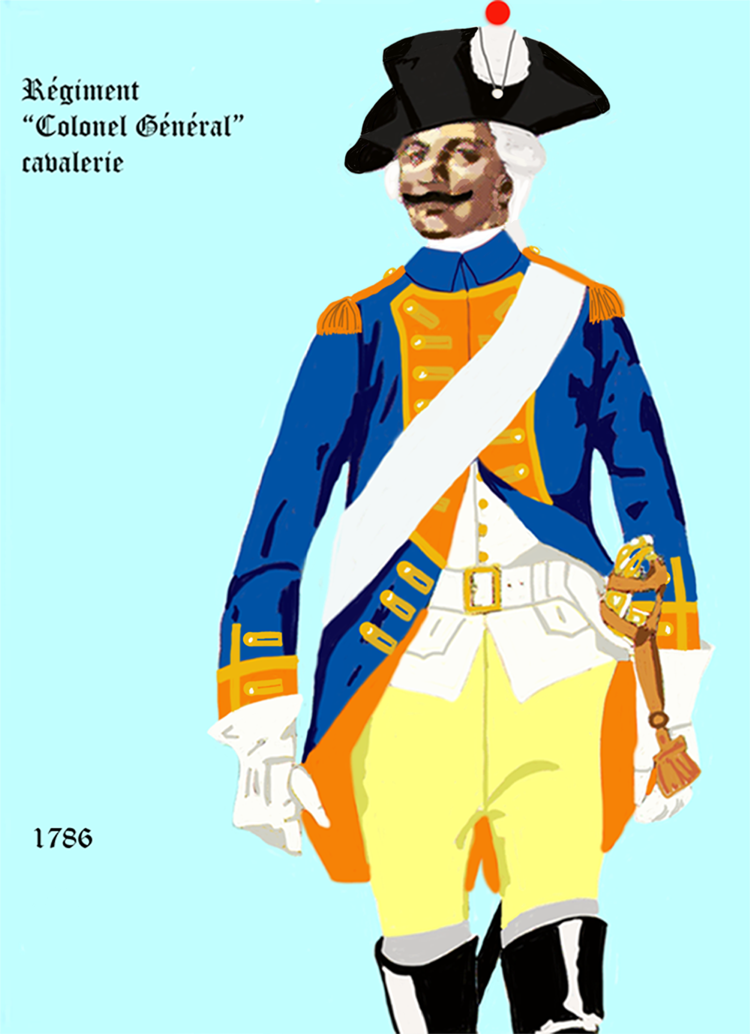
Régiment Colonel-Général cavalerie de 1786 à 1791
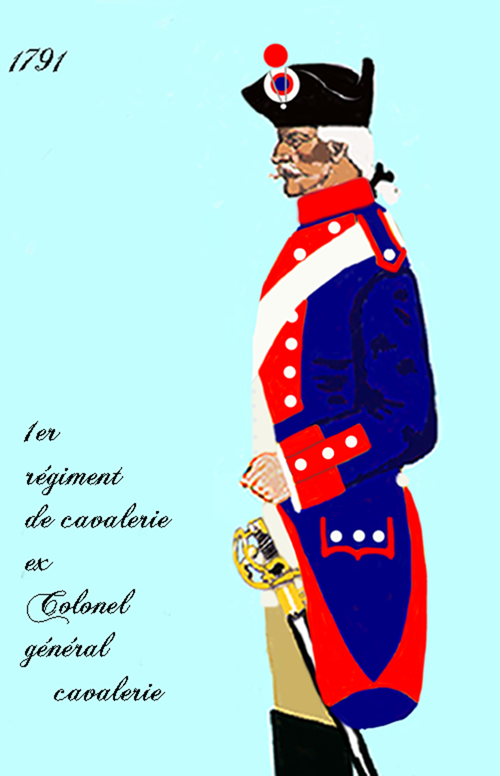
1er régiment de cavalerie à partir de 1791

## Régiment Colonel-Général dragons
- Régiment Colonel-Général dragons

Ce régiment est formé des compagnies du régiment des Dragons étrangers du Roi issus des carabins de Quincy et du dédoublement des compagnies du régiment des Dragons du Roi le 27 janvier 1668 pour participer à la guerre de Dévolution. Il participe à l'ensemble des guerres de Louis XIV et Louis XV. En 1776, il est renforcé du 1er escadron de chasseurs de la Légion Royale. Le « régiment Colonel-Général dragons » est devenu depuis la Révolution le 5e régiment de dragons.
.	

Régiment Colonel-Général dragons
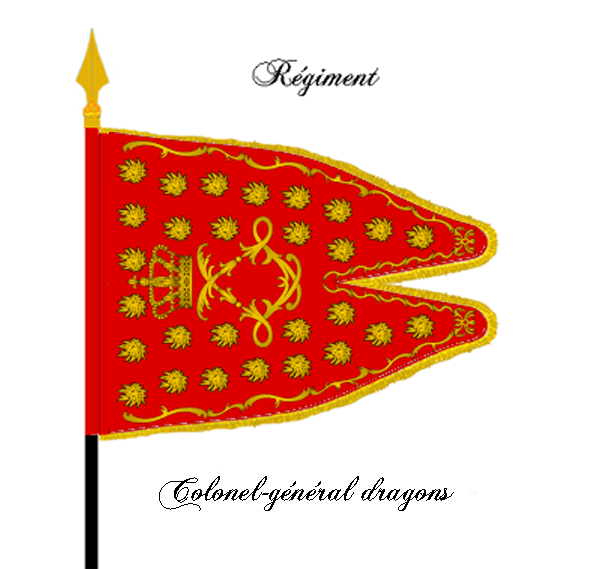
Guidon
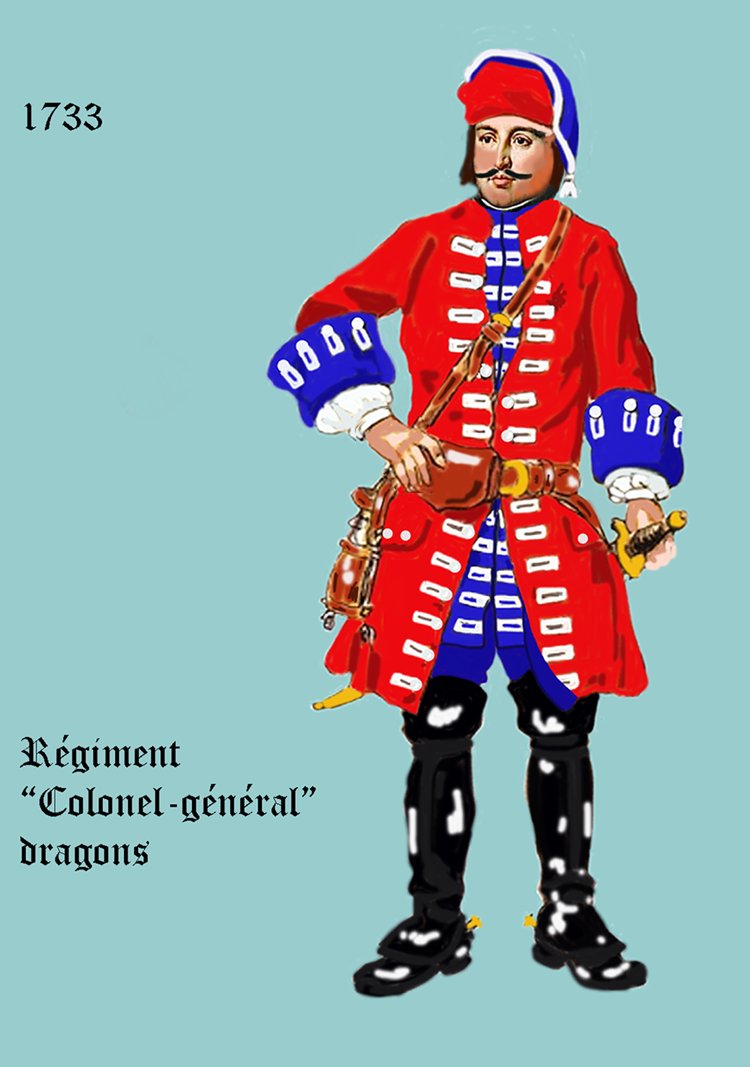
de 1733 à 1750
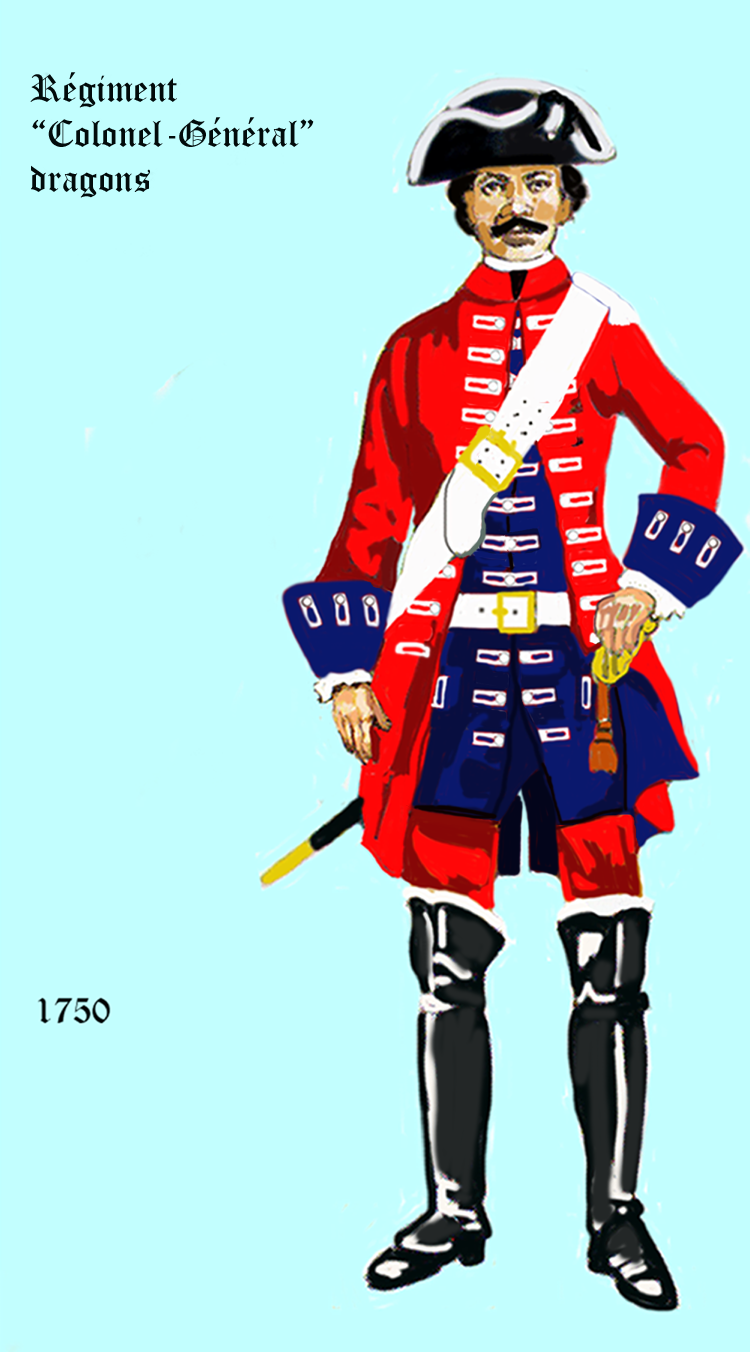
de 1750 à 1757
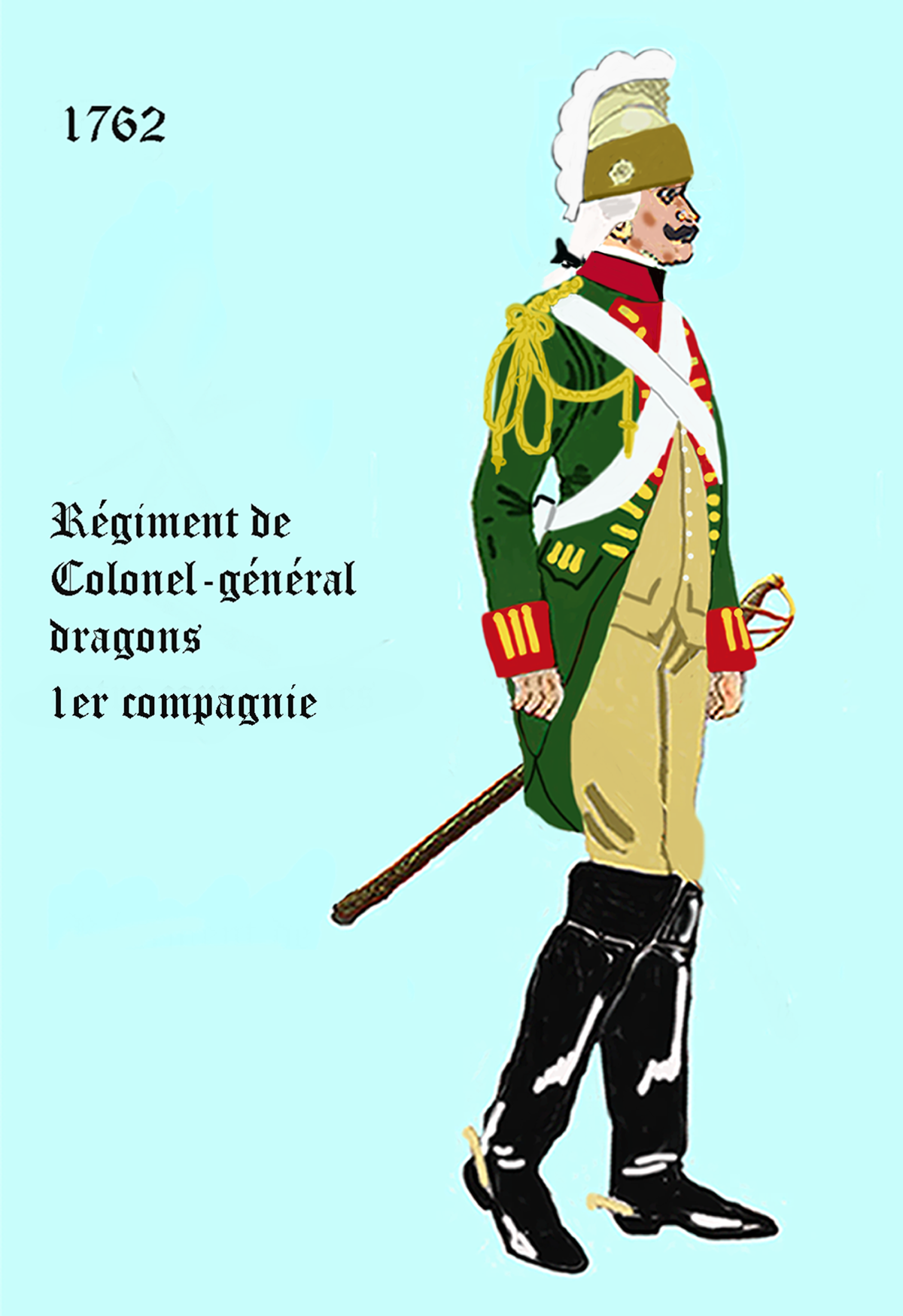
Compagnie Colonelle  1762 à 1776
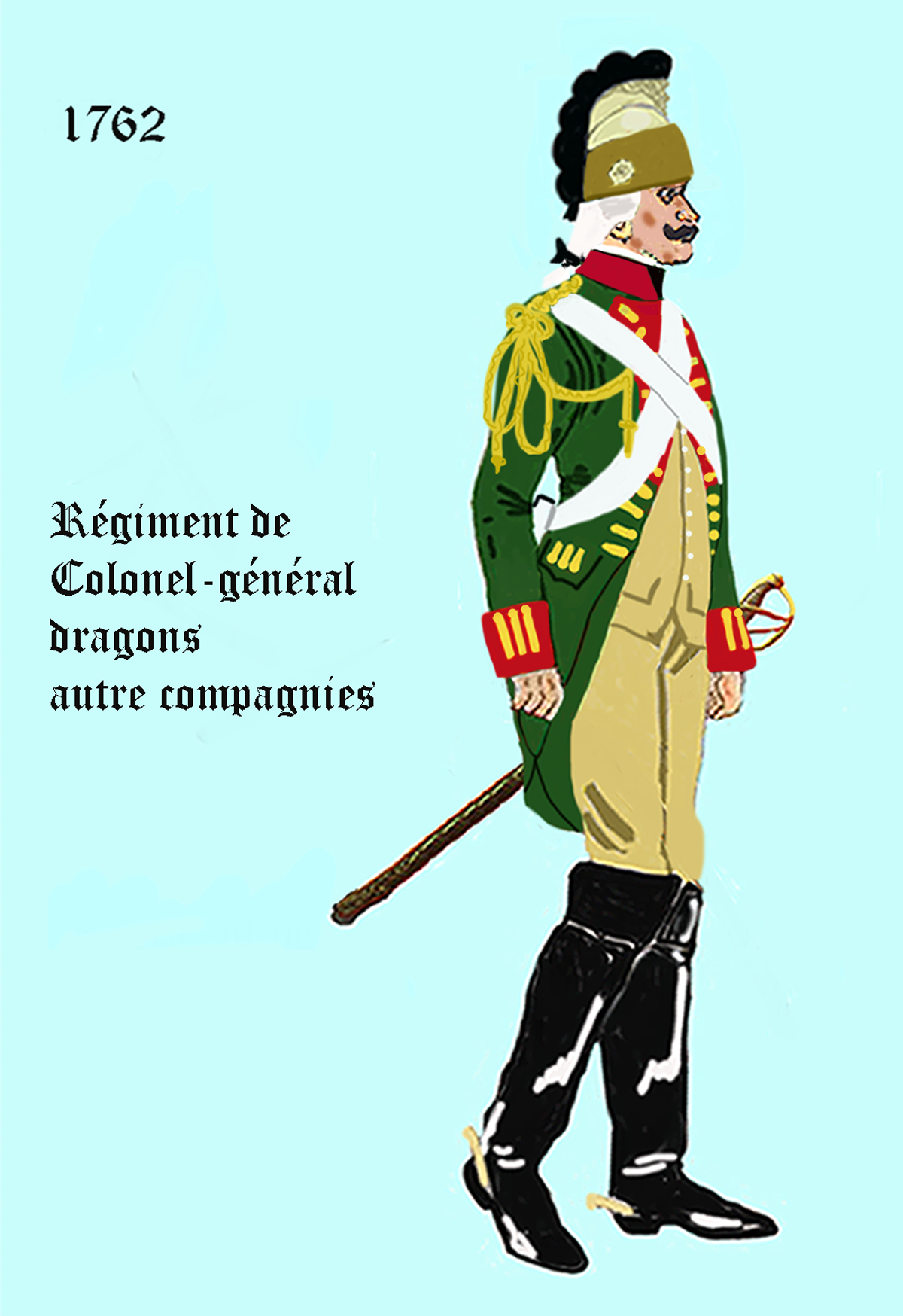
2e et les autres compagnies 1762 à 1776
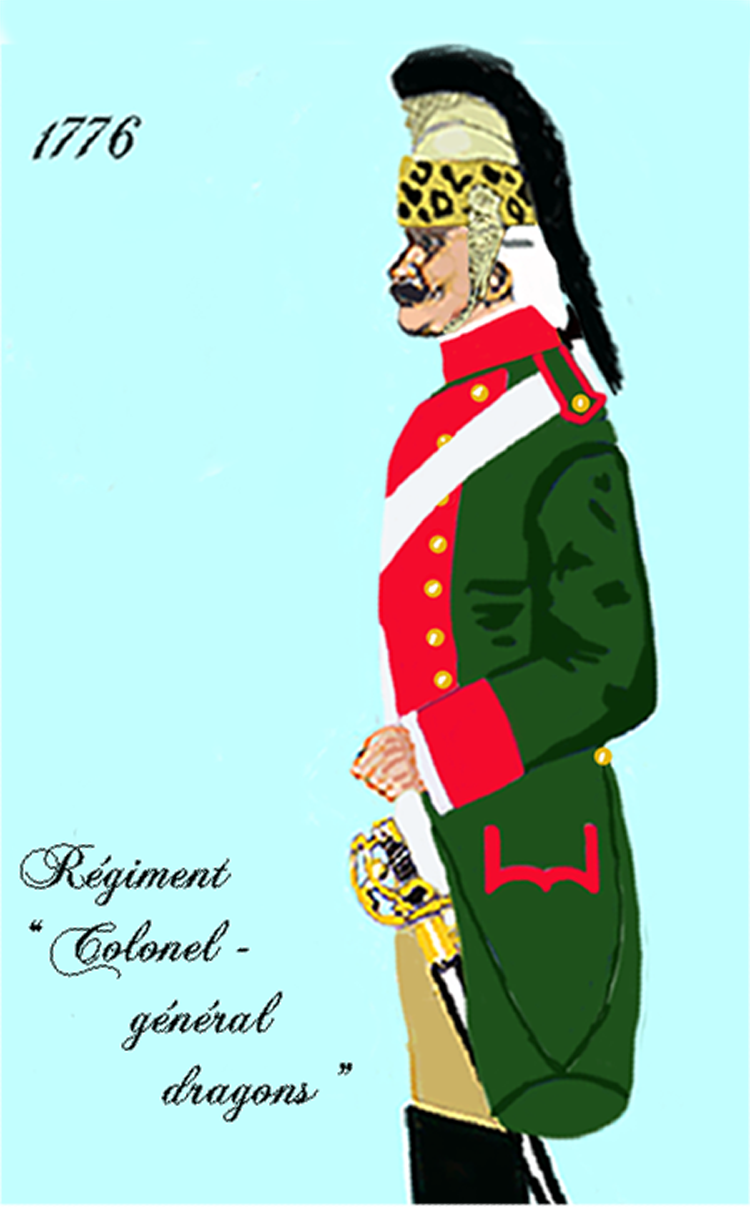
de 1776 à 1779
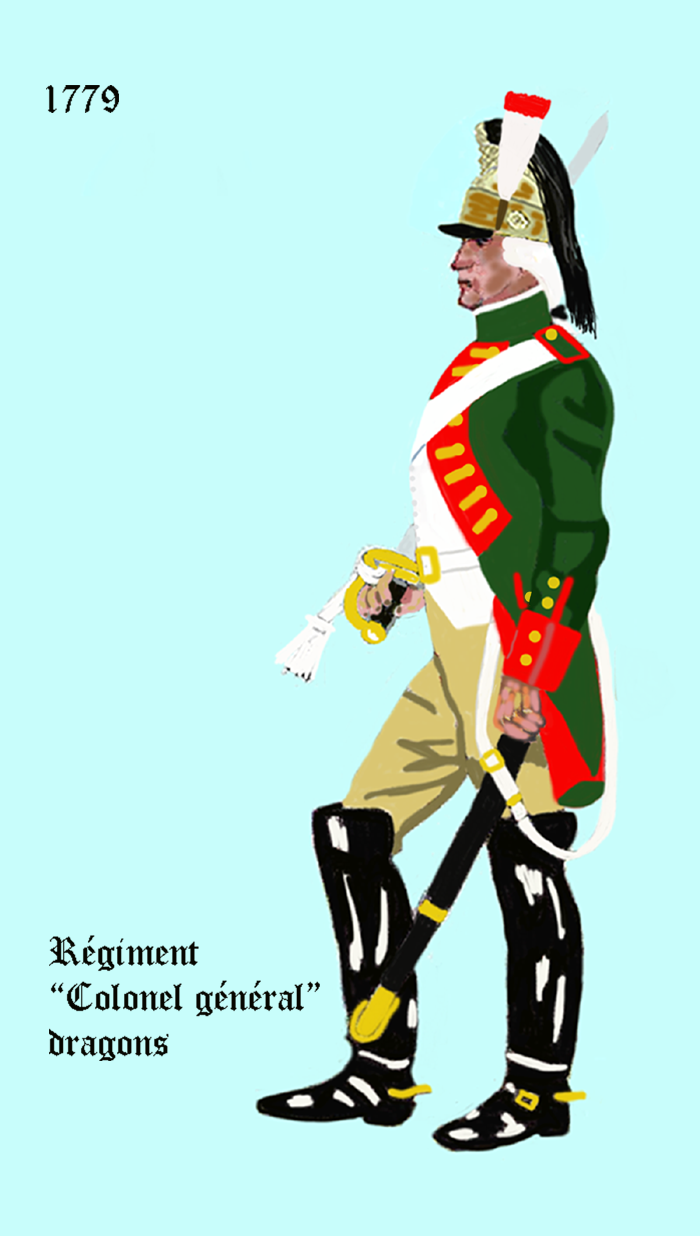
de 1779 à 1786v
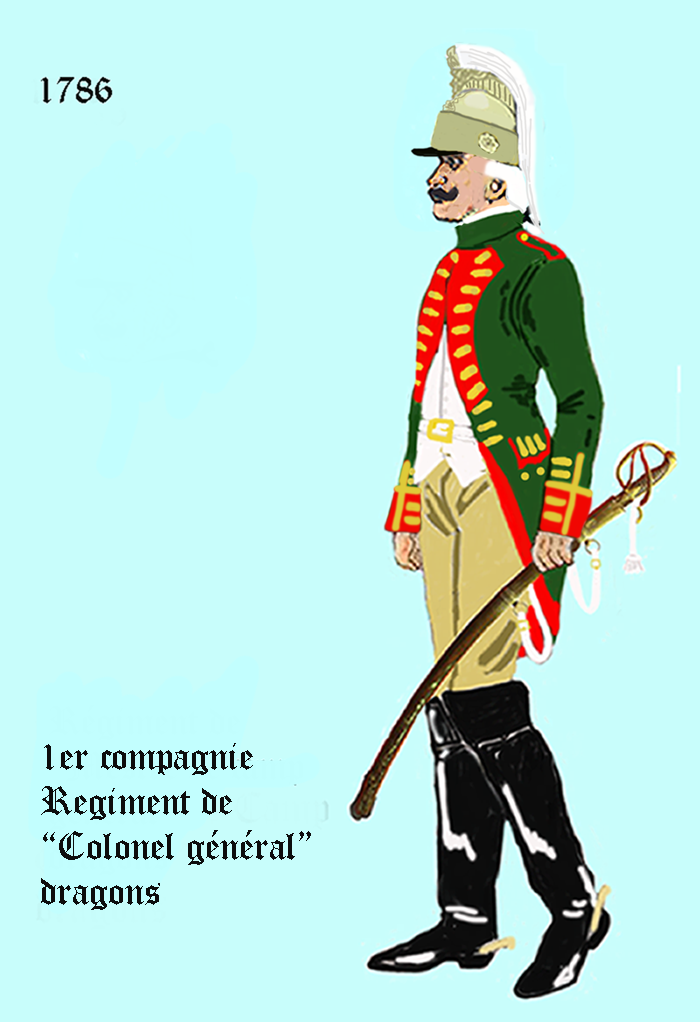
de 1786 à 1791, compagnie colonelle
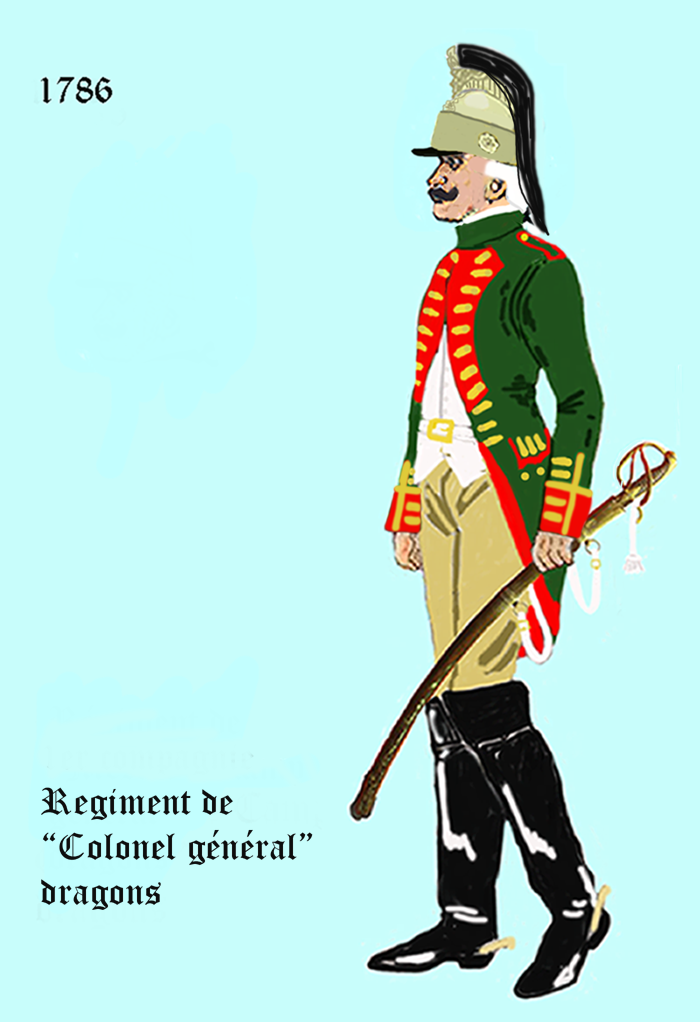
de 1786 à 1791, autres compagnies
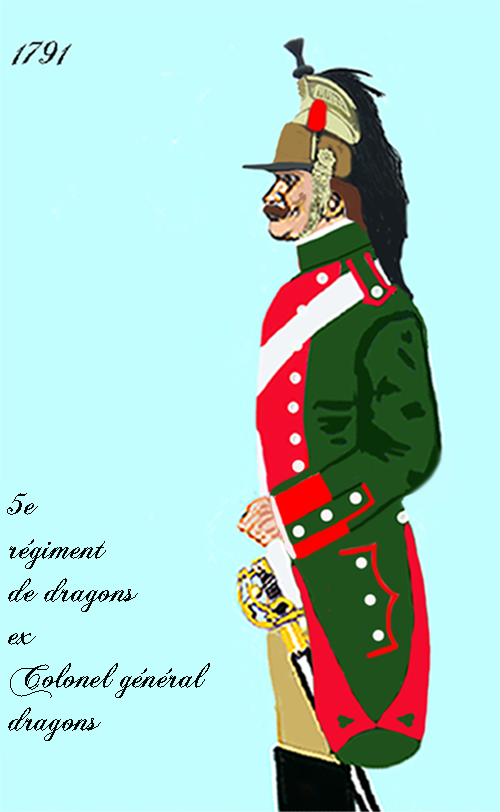
après 1791

## Régiment du Commissaire Général cavalerie
- Régiment du Commissaire Général cavalerie

C'est l'ancien régiment d'Esclainvilliers cavalerie, qui est renommé « régiment du Commissaire Général cavalerie » le 25 mai 1654 après que Timoléon de Séricourt, marquis d'Esclainvilliers ait été établit commissaire général de la cavalerie. Le 1er décembre 1761 le régiment reçoit l'incorporation du régiment de Beauvilliers cavalerie. Le « régiment du Commissaire Général cavalerie » est devenu sous la Révolution le 3e régiment de cavalerie avant de devenir le 3e régiment de cuirassiers sous le Consulat.
.	

Régiment du Commissaire Général cavalerie
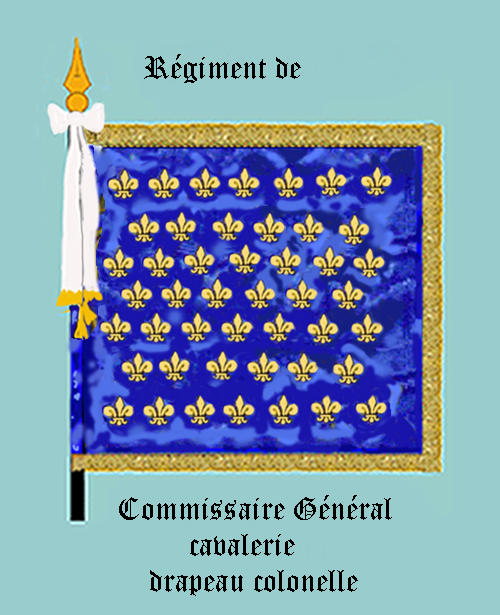
drapeau colonelle du régiment du Commissaire Général, avers et revers
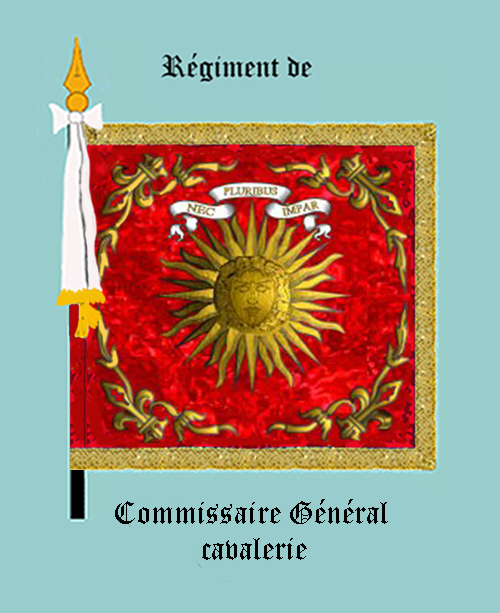
avers
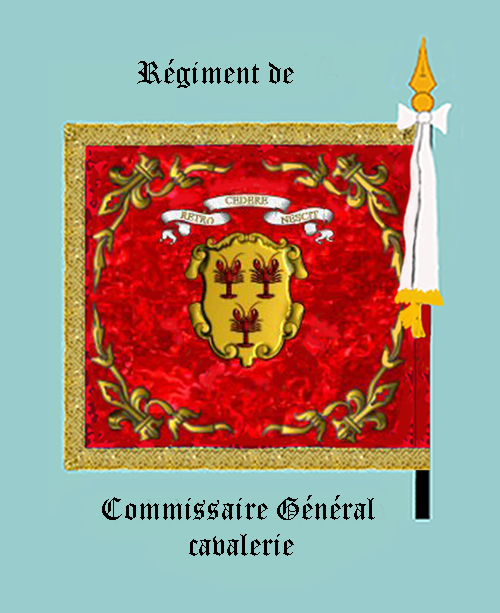
revers
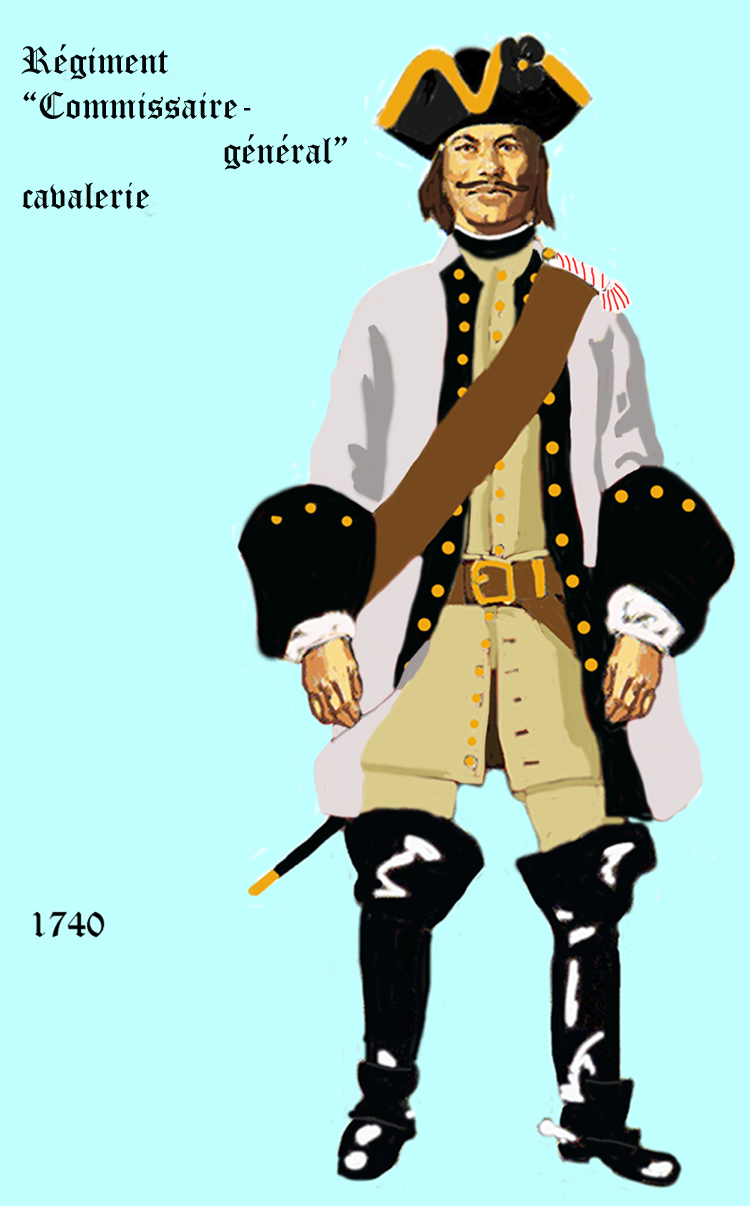
de 1740 à 1757
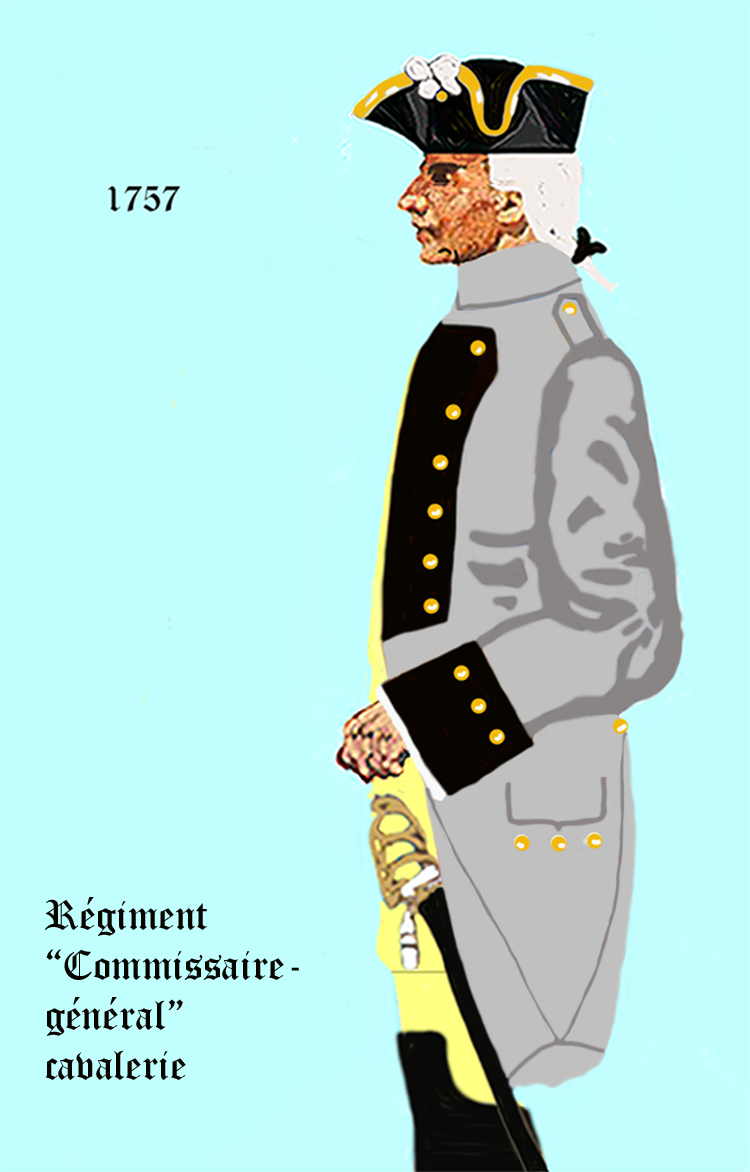
de 1757 à 1762
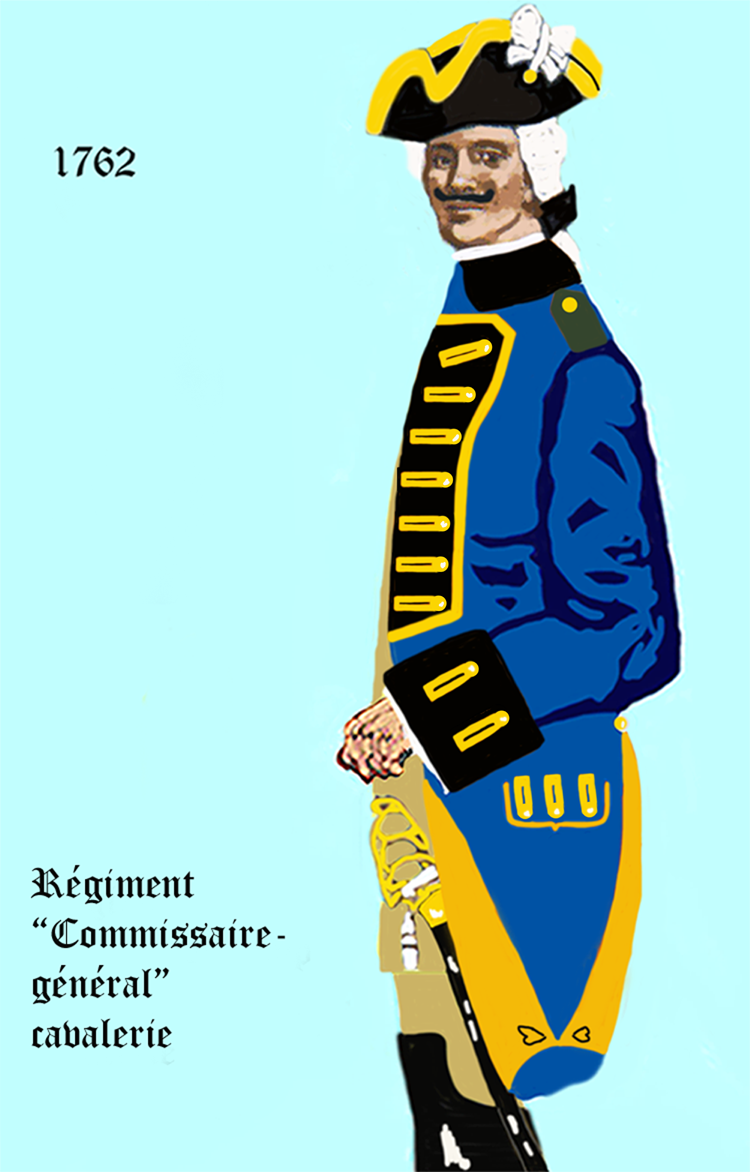
de 1762 à 1767
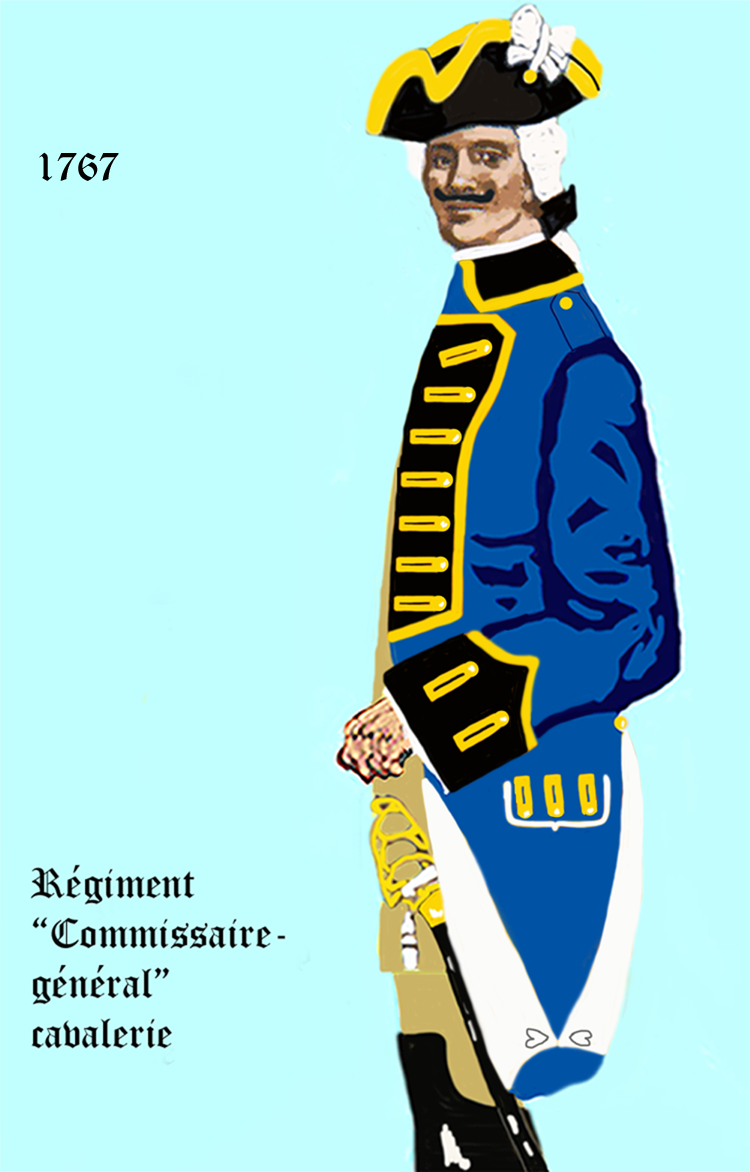
de 1767 à 1776
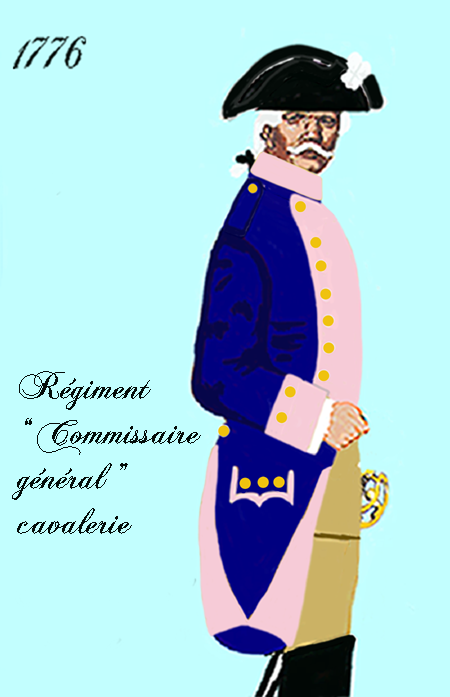
de 1776 à 1779
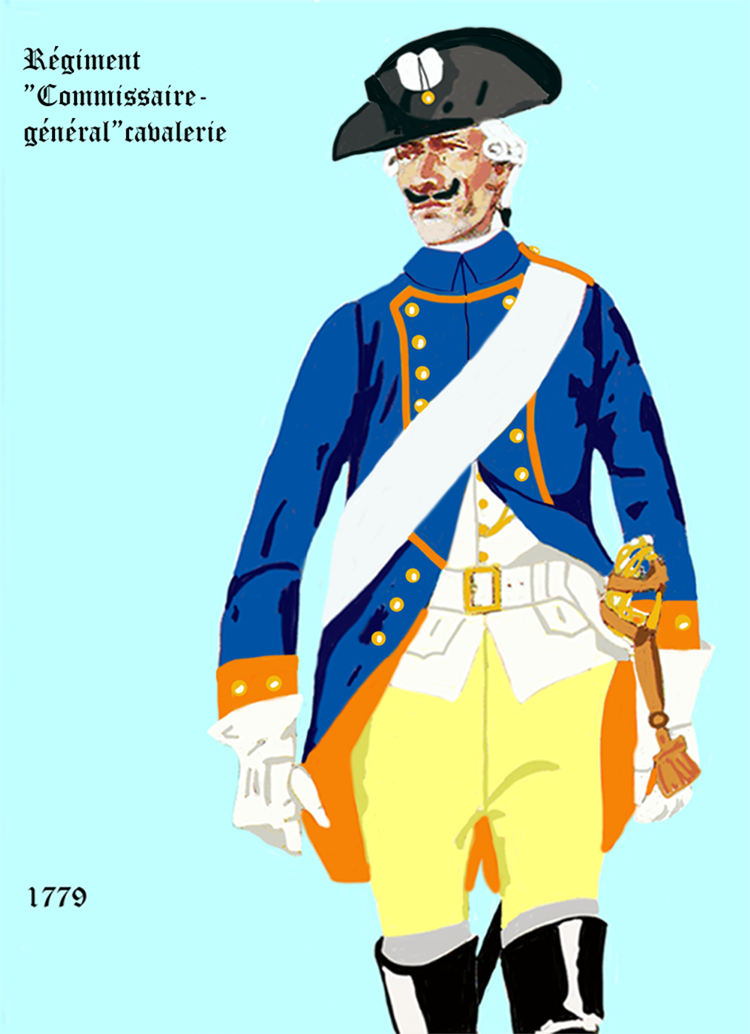
de 1779 à 1786
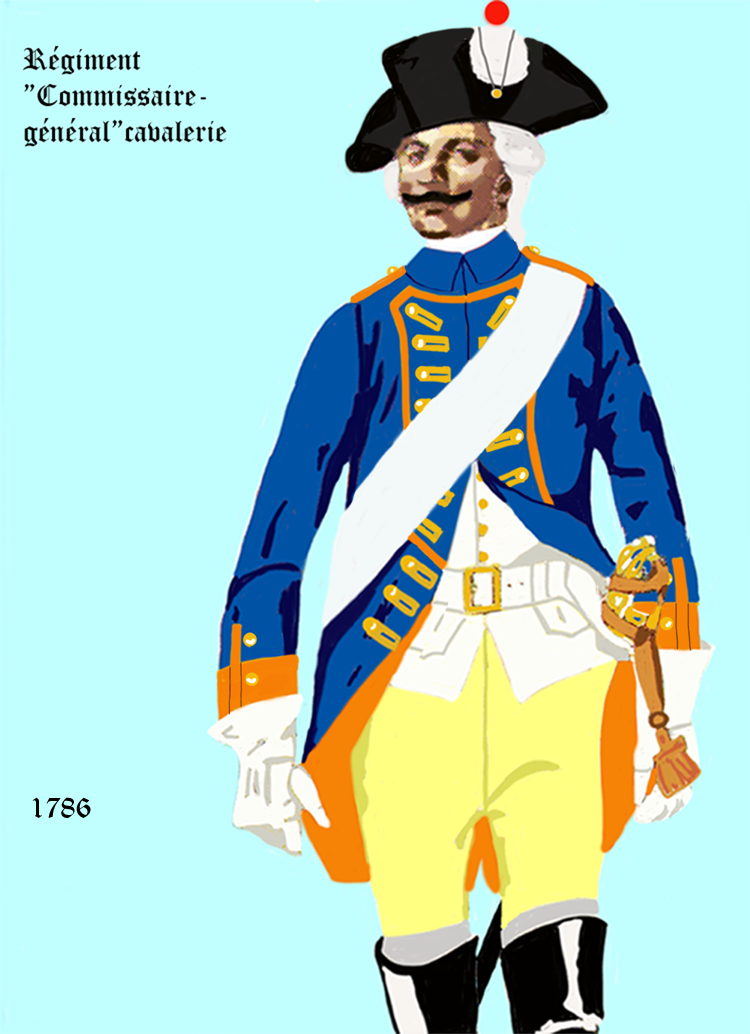
de 1786 à 1791
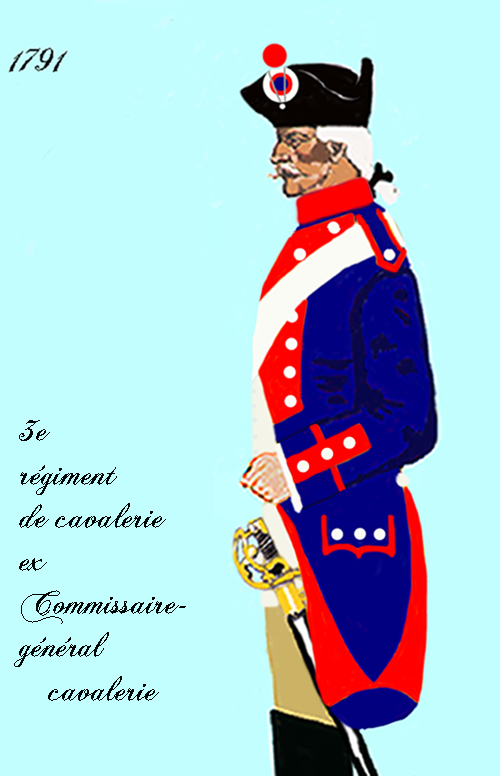
3e régiment de cavalerie à partir de 1791

## Régiment du Comte d'Auvergne cavalerie
- Régiment du Comte d'Auvergne cavalerie

Ce régiment est levé le 30 juin 1643 dans le cadre de la guerre de Trente Ans par Charles d'Angoulême comte d'Auvergne. Cest le premier régiment levé sous Louis XIV. Il est licencié la même année.

## Régiment du Comte de Provence carabiniers
- Régiment du Comte de Provence carabiniers

## Chevau-légers de Condé
- Chevau-légers de Condé

## Régiment de Condé cavalerie
- Régiment de Condé cavalerie

C'est l'ancien régiment d'Enghien cavalerie (1635-1646), qui est renommé « régiment de Condé cavalerie » le 26 décembre 1646. Entraîné dans la rébellion de son chef, devenu celui de la Fronde le régiment est appelé en 1649 au blocus de Paris. Le régiment qui s'était retiré dans le Berry est cassé, pour la forme, par arrêt du 20 janvier 1650, mais il n'en continua pas moins à guerroyer contre les troupes royales. Il est rétabli sur les contrôles le 26 février 1651 à la suite d'un raccommodement passager du prince de Condé avec le cardinal Mazarin, il en est de nouveau rayé le 13 septembre suivant, et passe plusieurs années dans les rangs ennemis avec les Espagnols et les Lorrains. Après le traité des Pyrénées, le « régiment de Condé cavalerie » rentre au service du roi le 7 novembre 1659 et il est réformé le 18 avril 1661. Rétabli le 7 décembre 1665, il est engagé dans la guerre de Dévolution. Réduit à une compagnie le 24 mai 1668, après le traité d'Aix-la-Chapelle, celle-ci fait partie de celles qui servirent de base à l'organisation définitive des régiments de cavalerie, mise en exécution le 9 août 1671, qui reprend à cette date le nom de « régiment de Condé cavalerie ». Il est engagé dans les guerres de Hollande, des Réunions, de la Ligue d'Augsbourg, de Succession d'Espagne, de Succession de Pologne, de Succession d'Autriche et de Sept Ans. Réorganisé à Lille le 28 mars 1763, il y reçoit l'incorporation du régiment de Toulouse-Lautrec cavalerie. Par ordonnance du 25 mars 1776 il est transformé en régiment de dragons devenant le régiment de Condé dragons.

Régiment de Condé cavalerie
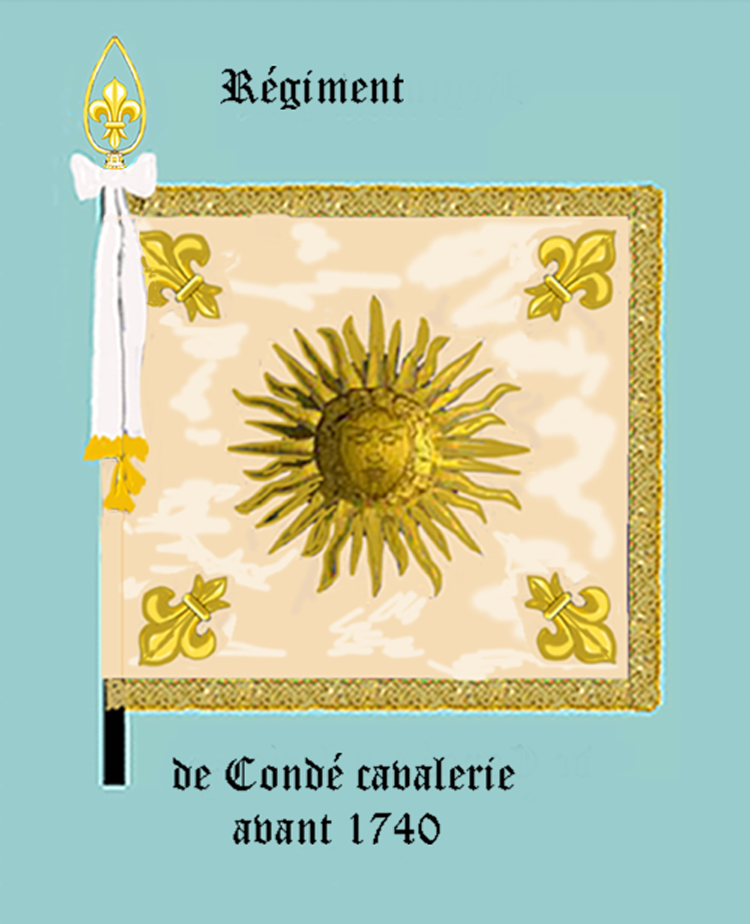
avant 1740, avers
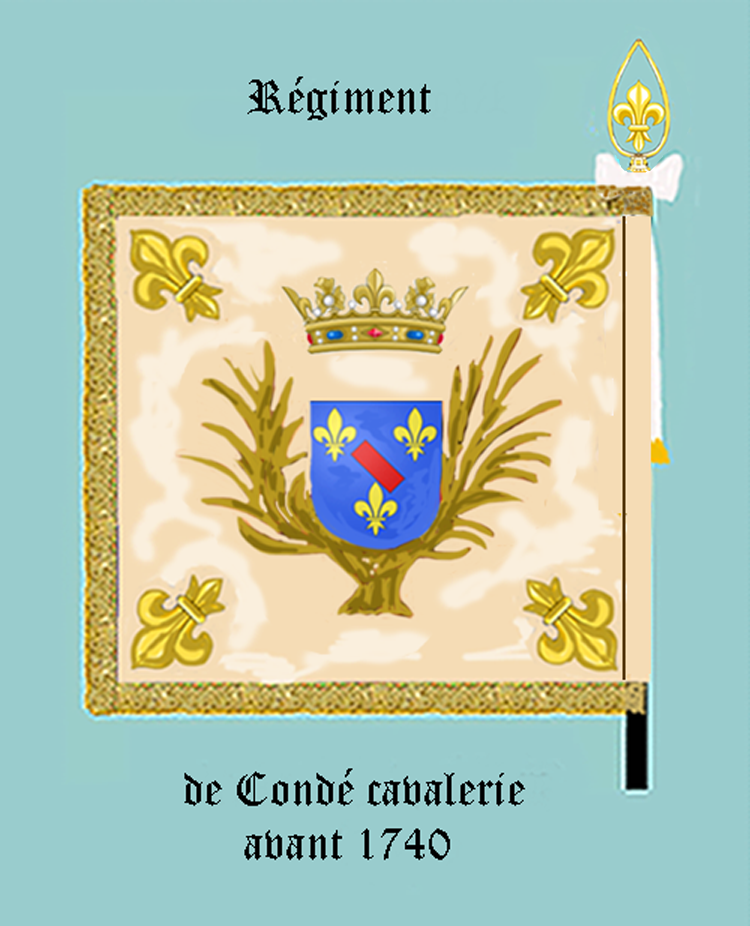
avant 1740, revers
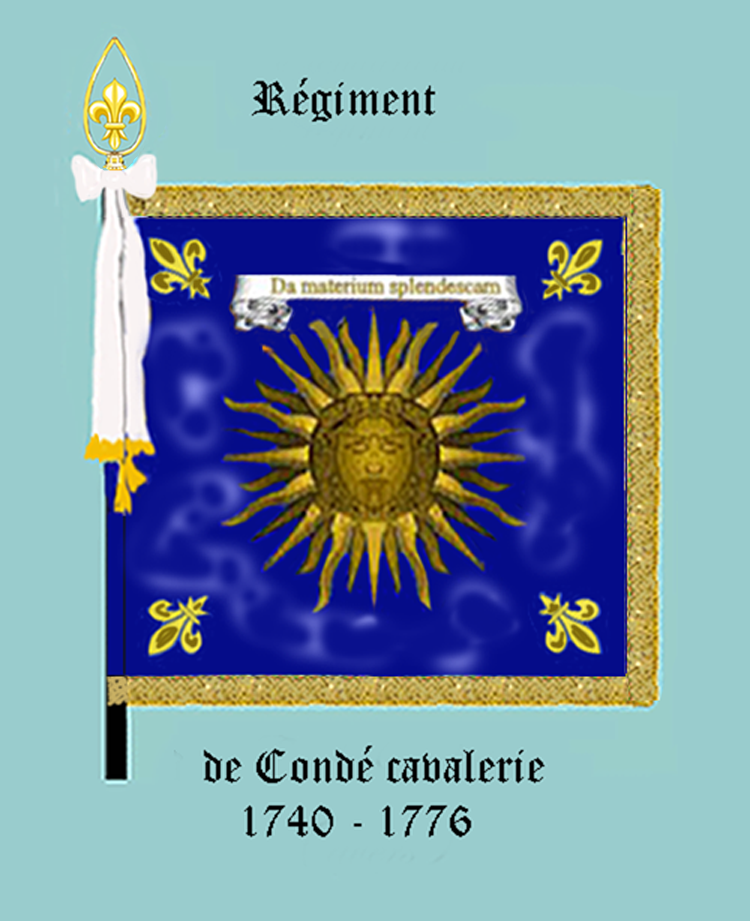
de 1740 à 1776, avers
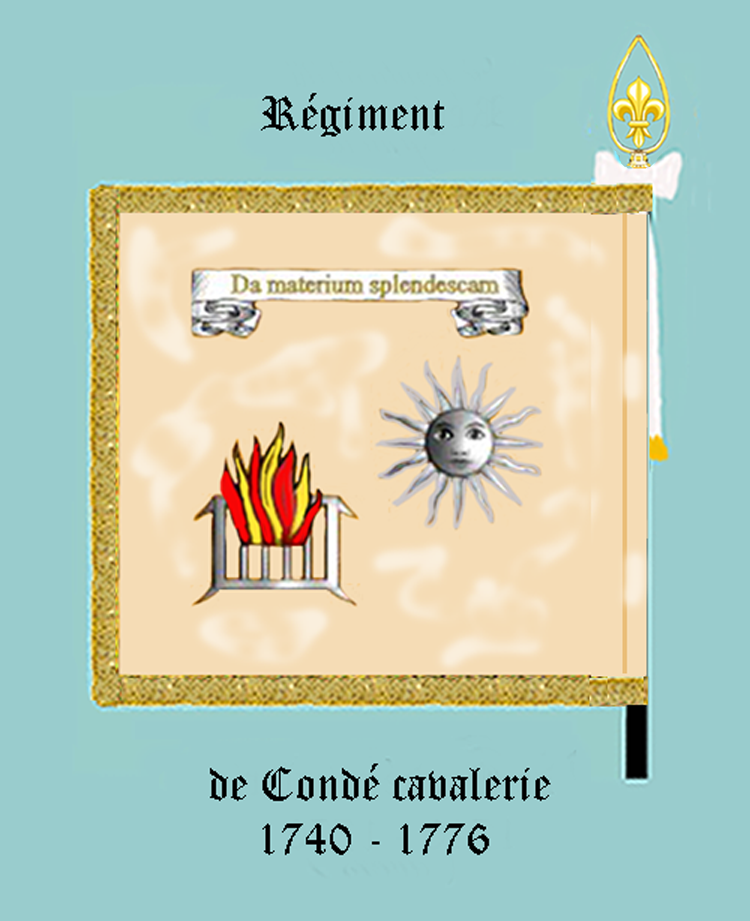
de 1740 à 1776, revers
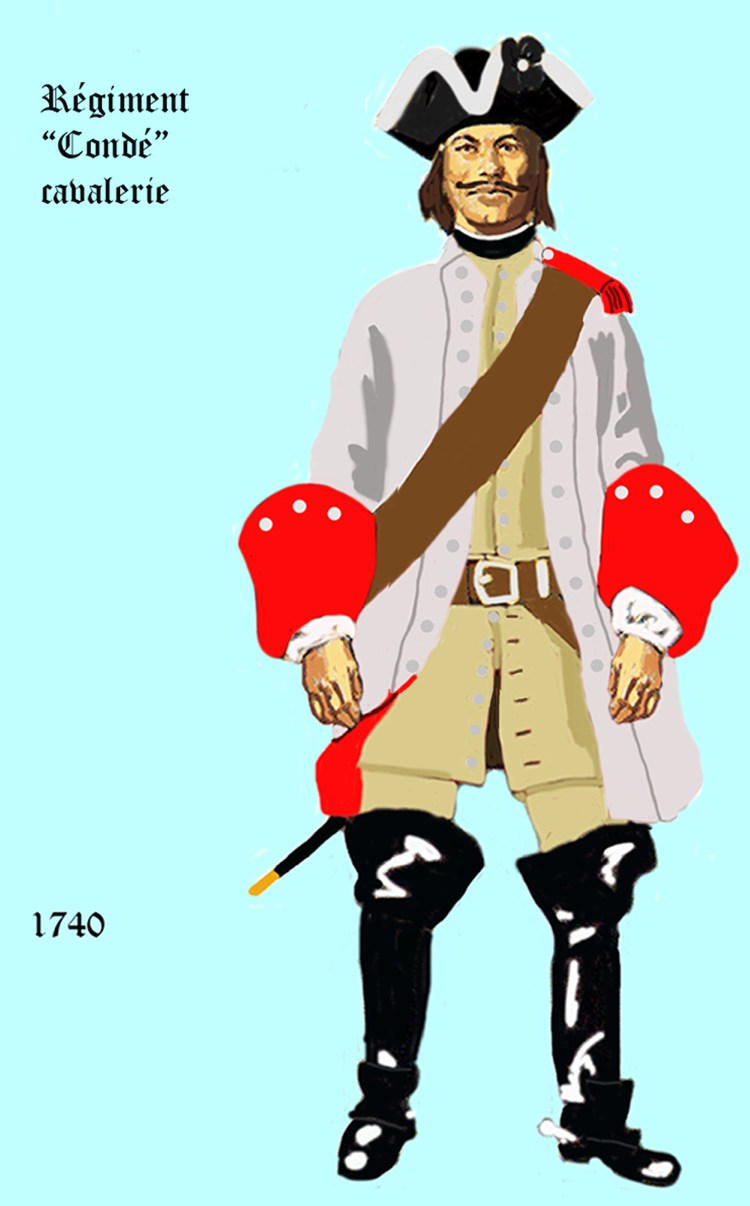
de 1740 à 1757
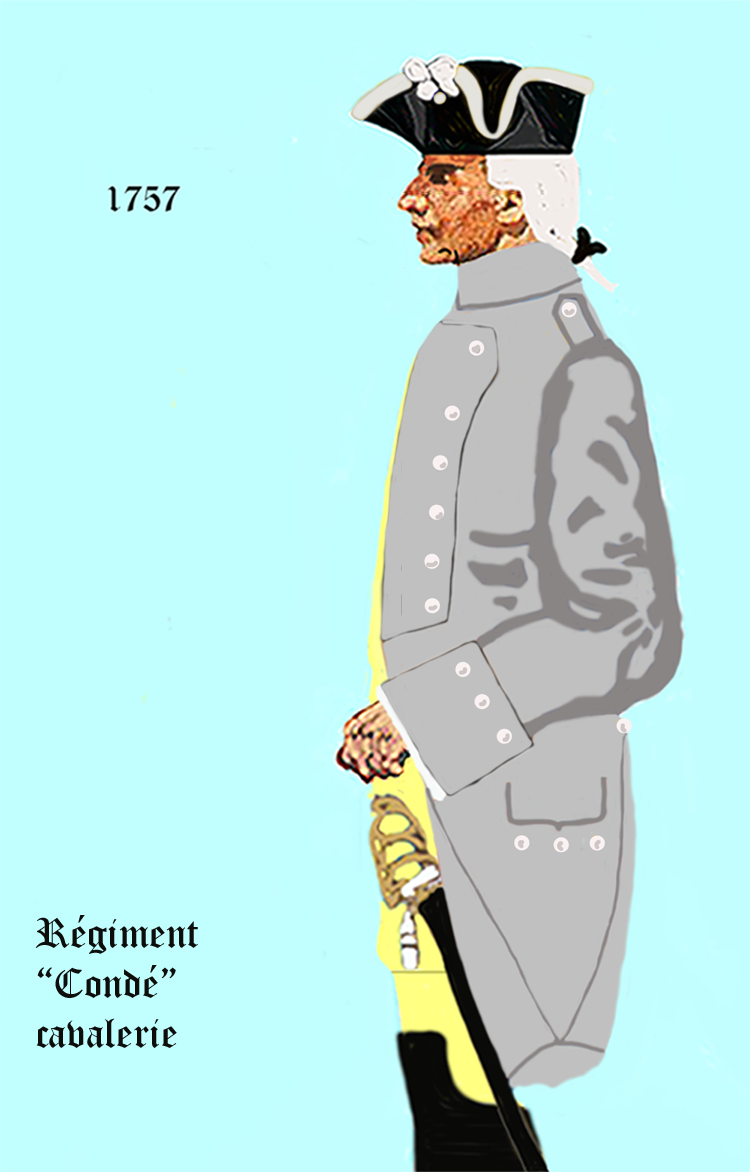
de 1757 à 1762
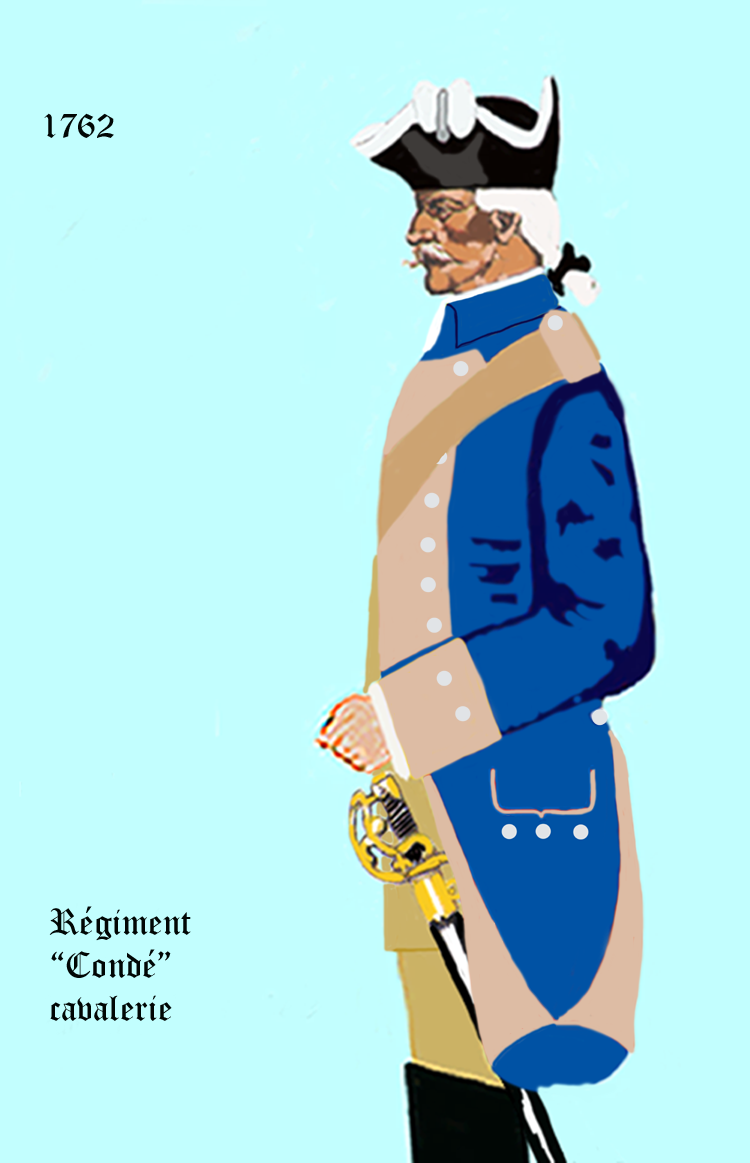
de 1762 à 1767
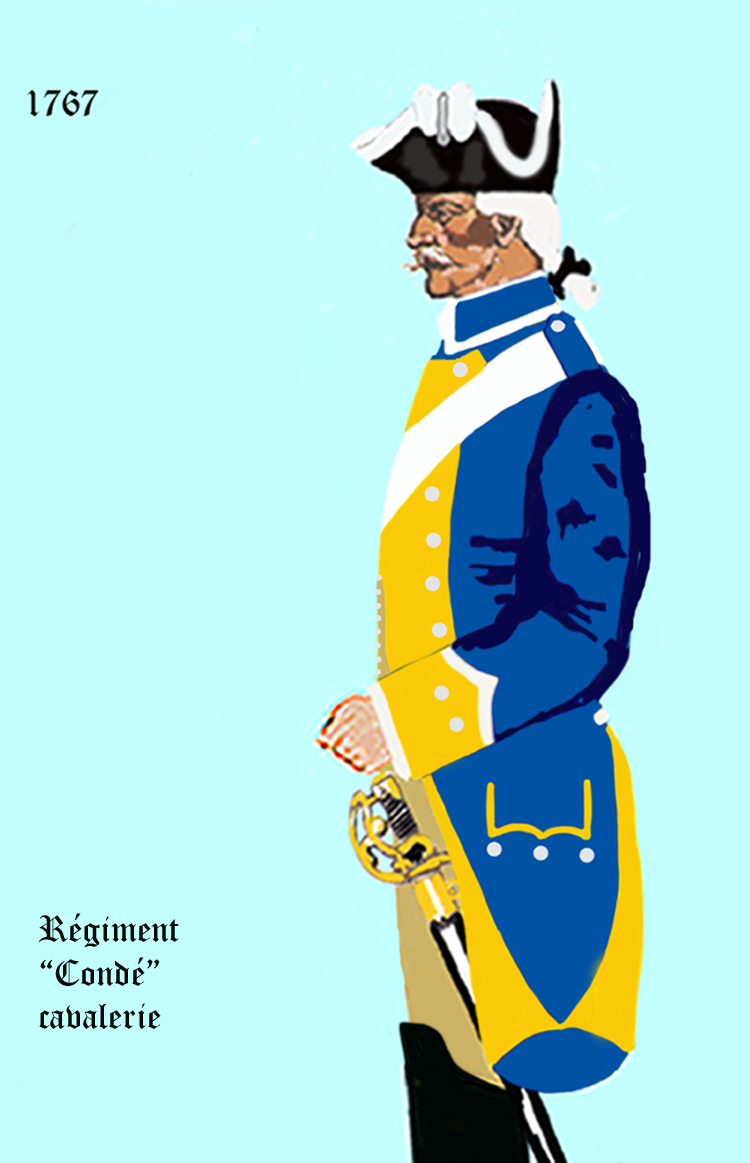
de 1767 à 1776

## Régiment de Condé dragons
- Régiment de Condé dragons

C'est l'ancien régiment de Condé cavalerie, qui est renommé « régiment de Condé dragons » après avoir été transformé en régiment de dragons par ordonnance du 25 mars 1776. On versa en même temps dans ses rangs le 3e escadron de chasseurs de la légion de Lorraine. Le « régiment de Condé dragons » est devenu depuis la Révolution le 2e régiment de dragons.
.	

Régiment de Condé dragons
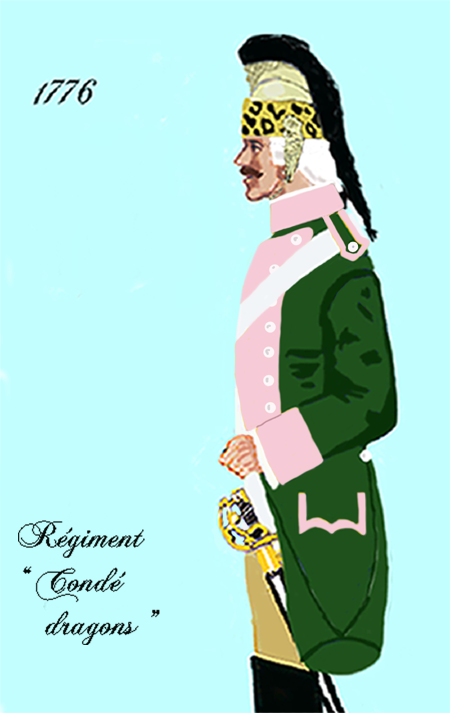
de 1776 à 1779
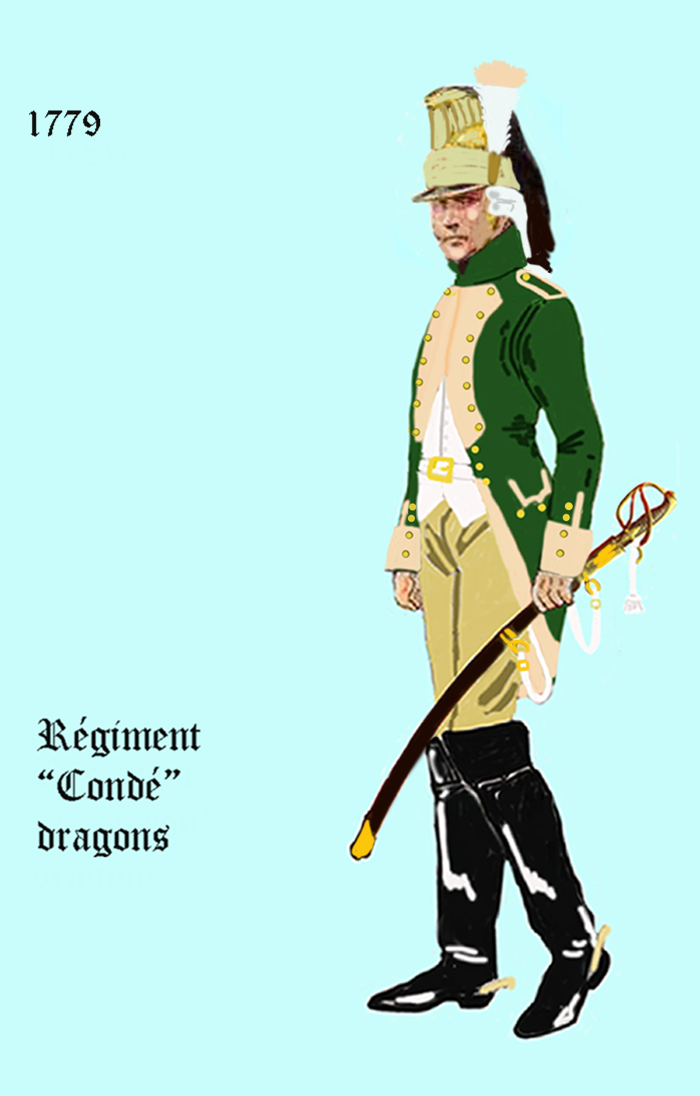
de 1779 à 1786
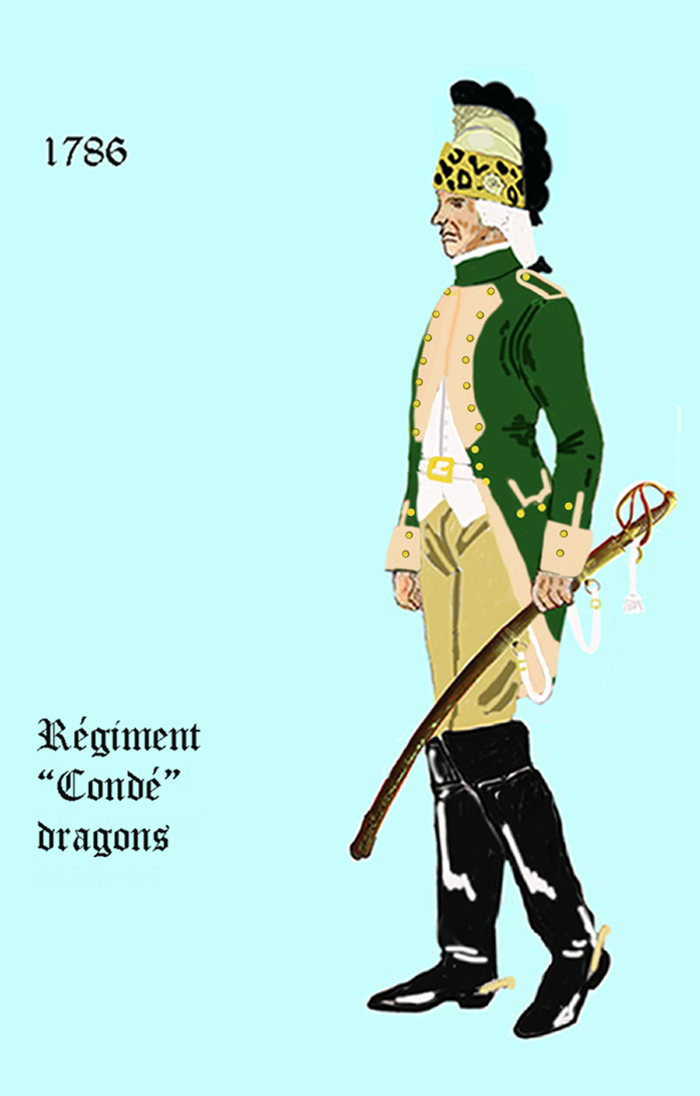
de 1786 à 1791
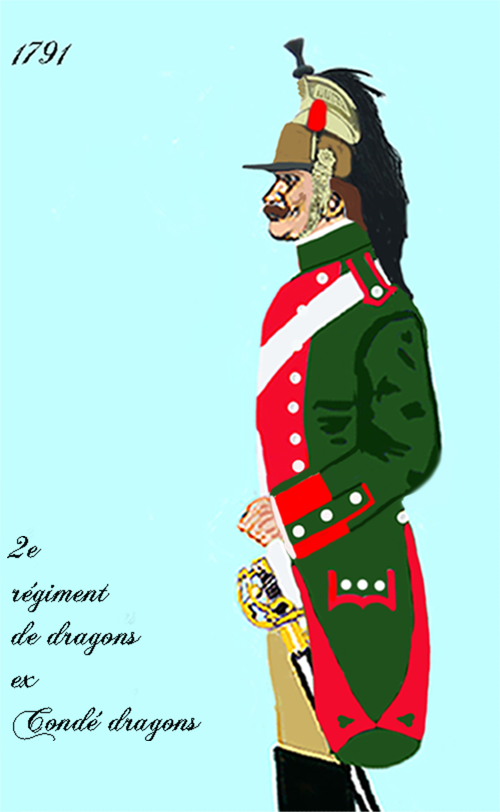
à partir de 1791

## Régiment de Conflans hussards
- Régiment de Conflans hussards

## Régiment de Conti cavalerie (1643-1660)
- Régiment de Conti cavalerie (1643-1660)

Le régiment est levé le 11 février 1643, par Armand de Bourbon, prince de Conti dans le cadre de la guerre de Trente Ans. Engagé en Picardie, il participe à la bataille de Rocroi et à la prise de Thionville en 1643. Engagé en Flandre, il se trouve au siège de Gravelines en 1644, aux prises de Cassel et de Mardyck en 1645, aux prises de Courtrai, de Bergues, et de Dunkerque en 1646, au siège de La Bassée en 1647, au siège d’Ypres et à la bataille de Lens en 1648 et au combat de Brie-Comte-Robert en 1649. Placé le 7 avril 1649 sous les ordres d'un mestre de camp-lieutenant, Henri de Taillefer des Barrières, il passe en Lorraine et est envoyé dans le Berry. Devenu un régiment rebelle il est cassé le 20 janvier 1650 et suit le parti du prince de Condé. Rétabli le 13 mars 1654, il rejoint l'armée de Catalogne puis il passe en Italie 1656, et assiste au siège de Valencia. Le régiment est incorporé en 1660 dans le régiment Conti Étranger cavalerie.

## Régiment de Conti cavalerie (1665-1666)
- Régiment de Conti cavalerie (1665-1666)

C'est l'ancien régiment de Conti Étranger cavalerie, qui est renommé « régiment de Conti cavalerie » après avoir été rétabli, le 7 décembre 1665 et mis sous les ordres du mestre de camp-lieutenant Henri de Hautfaye, marquis de Jauvelles, qui est devenu en 1674 capitaine-lieutenant des Mousquetaires noirs. Il prend le nom de régiment de Larboust cavalerie après avoir donné, en avril 1666, après la mort Armand de Bourbon, prince de Conti, au vicomte de Larboust.

## Régiment de Conti-Cavalerie
- Régiment de Conti-Cavalerie

## Régiment de Conti Étranger cavalerie
- Régiment de Conti Étranger cavalerie 

C'est l'ancien régiment de Langey cavalerie, qui est renommé « régiment de Conti Étranger cavalerie » après avoir été donné, le 15 février 1656, à Armand de Bourbon, prince de Conti. Il combat en Italie et reçoit l'incorporation du régiment de Conti cavalerie (1643-1660) en 1660. Il est licencié en Italie le 18 avril 1661, à l'exception de la compagnie du capitaine Henri de Hautfaye, marquis de Jauvelles, qui est devenu en 1674 capitaine-lieutenant des Mousquetaires noirs. Le régiment est rétabli, le 7 décembre 1665 sous le nom de régiment de Conti cavalerie (1665-1666).

## Régiment de Conti dragons
- Régiment de Conti dragons (ancien Chartres, puis Clermont, puis La Marche)

## Régiment de Coret cavalerie
- Régiment de Coret cavalerie

C'est l'ancien régiment de Montécler cavalerie, qui, après avoir été  donné, en octobre 1650, à M. de Coret, prend le nom de régiment de Coret cavalerie. Engagé dans la guerre franco-espagnole, il se trouve en Champagne et à la bataille de Rethel. Il est licencié après la bataille.

## Régiment de Corinthe
- Régiment de Corinthe

Autre nom du régiment de Retz cavalerie

## Régiment de Cormesnil
- Régiment de Cormesnil

Ce régiment est levé le 25 janvier 1649, par M. de Cormesnil, pour tenir garnison à Évreux. Il est licencié après les troubles.

## Régiment de Coster
- Régiment de Coster

Ce régiment est levé le 30 mai 1650, par M. de Coster. Il sert en Champagne, participe à la bataille de Rethel, en 1650, et est licencié immédiatement après.

## Régiment de Coudray-Montpensier cavalerie
- Régiment de Coudray-Montpensier cavalerie

Le régiment est levé le 12 octobre 1646, par Henri d'Escoubleau, marquis du Coudray-Montpensier pour participer à la guerre franco-espagnole. Affecté en Flandre, il participe aux sièges de La Bassée et de Lens en 1647, à la bataille de Lens, aux prises d'Ypres et de Furnes en 1648, aux sièges de Cambrai et de Condé en 1649. Il passe en Guyenne en novembre 1649 et assiste à la réduction de Bordeaux en 1650. Appelé en Champagne, il participe à la bataille de Rethel en 1650, au sièges de Landrecies, de Condé et de Saint-Ghislain en 1655, au siège de Valenciennes en 1656, à la prise de Montmédy en 1657, au siège de Dunkerque, et à la bataille des Dunes en 1658. Il est licencié en Flandre le 18 avril 1661.

## Régiment de Coupet cavalerie
- Régiment de Coupet cavalerie

Le régiment est levé, le 24 février 1641, par M. du Coupet dans le cadre de la guerre de Trente Ans. Il combat en Italie et prend le nom de régiment de Maucomble cavalerie après avoir été donné en 1642 à M. de Maucomble.

## Régiment de Courcelles cavalerie
- Régiment de Courcelles cavalerie

## Régiment de Courvron cavalerie
- Régiment de Courvron cavalerie

Ce régiment est levé le 14 août 1638, en Flandre, par le vicomte de Courvon, pour participer à la guerre de Trente Ans. Envoyé en Italie, il participe au combat de La Route (La Rotta), en Piémont, près de Carmagnole et à la prise de Quiers en 1639, au siège de Turin en 1640, au siège de Coni en 1641 et aux prises de Trino et d'Asti en 1643. Il est incorporé le 19 novembre 1644, dans le régiment de Saint-Aunetz cavalerie.

## Régiment de Couvonges cavalerie
- Régiment de Couvonges cavalerie

Ce régiment est levé, le 11 février 1643, par Antoine de Stainville, comte de Couvonges, pour tenir garnison à Casal. Il participe néanmoins à la prise de Trino en 1643, aux prises de Santia et du château d'Asti en 1644, à la prise de Vigevano, au combat de la Mora en 1645. Il passe en Catalogne en 1646 et est incorporé le 17 juin 1646 dans le régiment de Gesvres cavalerie.

## Régiment de Créquy-français cavalerie (1647-1648)
- Régiment de Créquy-français cavalerie (1647-1648)

Ce régiment est levé, le 16 décembre 1647, par François de Blanchefort, marquis de Créquy dans le cadre de la guerre de Trente Ans. Envoyé en Italie, il est licencié à la fin de la campagne de 1648

## Régiment de Créquy-français cavalerie (1651-1655)
- Régiment de Créquy-français cavalerie (1651-1655)

C'est l'ancien régiment de Foucauld cavalerie, qui est incorporé par ordre du 4 juin 1651, dans le « régiment de Créquy-français cavalerie », qui est rétabli pour François de Blanchefort, marquis de Créquy, Antoine de Foucauld restant mestre de camp lieutenant. Envoyé en Guyenne, il passe en Italie en 1652, revient en Guyenne en 1653 et repasse en Italie en 1655. Le 9 avril 1655, il reprend le nom de régiment de Foucauld cavalerie après avoir été donné à Antoine de Foucauld.

## Régiment de Créquy cavalerie (1646-1660)
- Régiment de Créquy cavalerie (1646-1660) 

C'est l'ancien régiment de Magalotti cavalerie, qui est renommé « régiment de Créquy cavalerie »  après avoir été donné, le 6 mars 1646, à Charles de Blanchefort, duc de Créquy. Affecté en Italie, il se trouve aux prises d'Orbitello et de Piombino en 1646 puis il passe en Catalogne, et assiste au siège de Lérida, et au siège d'Ager en 1647. De retour en Italie, il participe au siège de Crémone en 1648 puis il revient en Catalogne, où il se trouve au siège de Tortose. Il se trouve ensuite en Guyenne et en Champagne, où il assiste à la bataille de Rethel en 1650. Il se trouve en Flandre en 1651 et affecté à l'armée de Turenne, il participe aux batailles de Bléneau, d'Étampes, et du faubourg Saint-Antoine en 1652. Il rejoint ensuite la Guyenne et revient en Champagne, où il assiste au siège de Sainte-Menehould en 1653, aux sièges de Landrecies, de Condé et de Saint-Ghislain en 1655, à la prise de Montmédy en 1657, à la bataille des Dunes, aux prises de Gravelines, d'Audenarde, d'Ypres en 1658. Il prend le nom de régiment de Canaples cavalerie, après avoir été donné, en août 1660, à Alphonse de Créquy comte de Canaples, frère du précédent.

## Régiment de Créquy cavalerie (1653-1660)
- Régiment de Créquy cavalerie (1653-1660) 

C'est l'ancien régiment de Mespas cavalerie, qui est renommé « régiment de Créquy  cavalerie »  après avoir été donné en 1653 au chevalier de Créquy. Engagé dans la guerre de Trente Ans il se trouve en Flandre en 1654, participe à la bataille d'Arras  en 1655, au sièges de Landrecies, de Condé, et de Saint-Ghislain en 1655, au siège et combat de Valenciennes en 1656, au siège de Dunkerque en 1658, au secours de Dunkerque en 1659. Le régiment est licencié le 20 juillet 1660.

## Régiment de Crussol cavalerie (1638-1639)
- Régiment de Crussol cavalerie (1638-1639)

Le régiment est formé, le 24 janvier 1638, par M. de Crussol. Dans le cadre de la guerre de Trente Ans il est envoyé en Lorraine en 1638 puis en Flandre en 1639. Le régiment prend le nom de régiment de Sillery cavalerie après avoir été donné en 1639 à M. de Bruslard de Sillery.

## Régiment de Crussol cavaleri
- Régiment de Crussol cavalerie

## Régiment de  Crussol d'Uzès cavalerie
- Régiment de  Crussol d'Uzès cavalerie

C'est l'ancien régiment de Chabo-La Serre cavalerie, qui devient le « régiment de Crussol d'Uzès cavalerie » après avoir été donné, le 20 janvier 1747, à François-Emmanuel, duc de Crussol d'Uzès. Envoyé en Provence, il se trouve au camp de Valence puis en 1748 en Italie. Il rejoint le camp d'Aimeries-sur-Sambre en 1755, Hanovre en 1757 et participe à la bataille de Krefeld en 1758, à la bataille de Minden en 1759, aux batailles de Corbach, de Warbourg, et de Clostercamp en 1760. Il est incorporé 1er décembre 1761 dans le régiment d'Orléans cavalerie. Les étendards de ce régiment étaient rouges et du modèle général. Il portait habit et manteau gris blanc, doublure et parements rouges, boutons de cuivre plats, buffle à boutons de cuivre, bandoulière et culotte de peau, chapeau bordé d'argent : l'équipage rouge bordé d'un galon à carreaux violets et blancs.

## Régiment de Crusy cavalerie
- Régiment de Crusy cavalerie

Le régiment est levé le 20 mars 1649 par Roger de Clermont-Tonnerre, marquis de Crusy. Il est licencié à la fin de la campagne

## Régiment de Custine dragons
- Régiment de Custine dragons